# Kain Karawahn

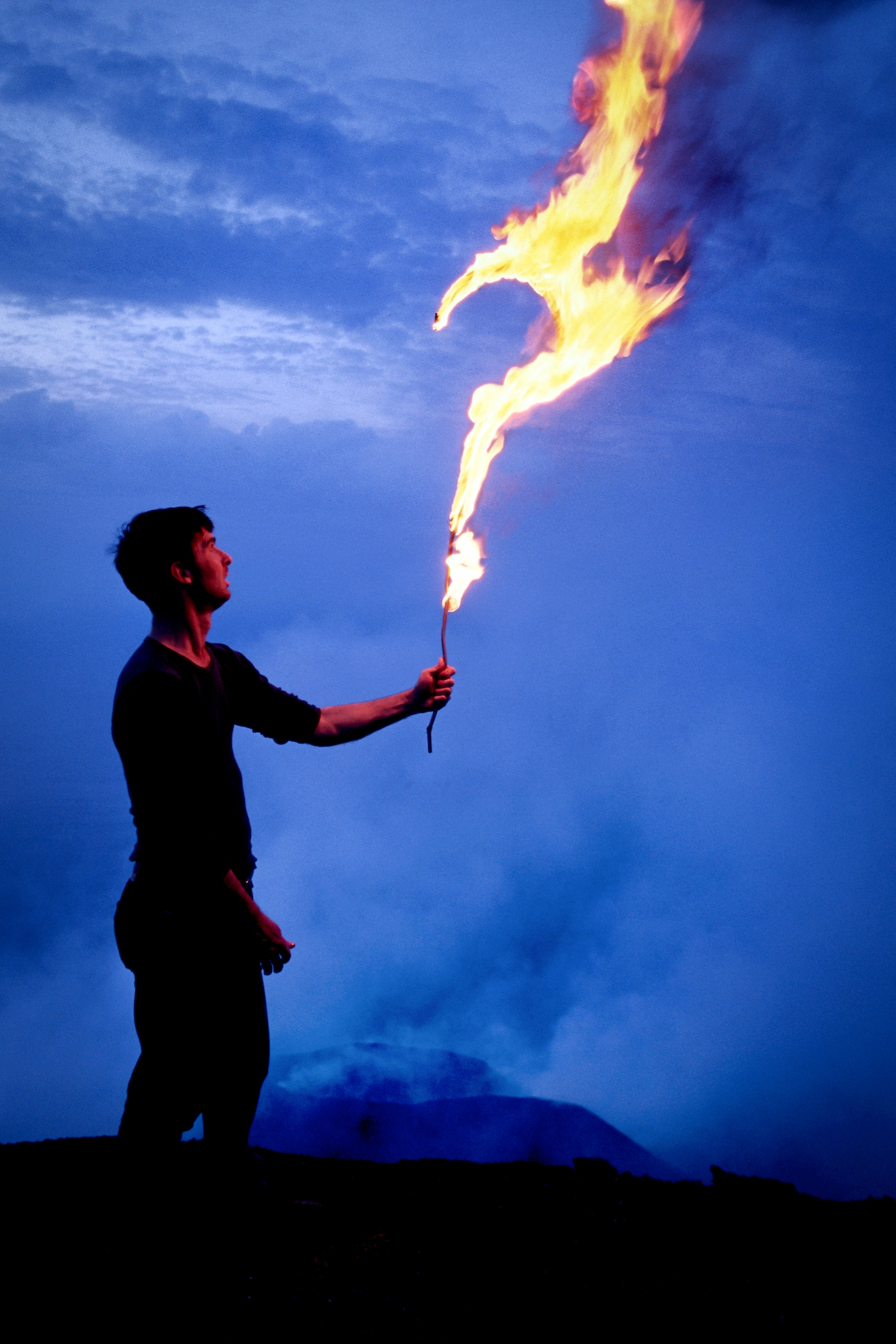
„Interview mit einem Vulkan“ (erste von drei brennenden Fragen), Stromboli, 31. März 2000

Kain Karawahn (* 24. März 1959 als Ralf Karamann in Salzgitter); ist ein deutscher Bildender und Darstellender Künstler. Er beschäftigt sich seit 1983 mit dem Thema Mensch und Feuer.
Er wurde bekannt durch die Inflammensetzung der Berliner Mauer 1984 und der daraus resultierenden Foto- und Videoarbeit „The Berliner Summernightdream“. Aus ununterbrochener Verwendung von Feuerthematiken und künstlerischen Brennprozessen folgten Werke und Projekte in den Ausdrucksformen Aktionskunst, Expedition, Fotografie, Film, Musik, Performance, Radio-Feature, Theater, Videokunst sowie internationale Ausstellungen und Präsentationen in Galerien und Museen, Inszenierungen in Theatern und auf Festivals, Aufträge für Radio und Fernsehen, Lehraufträge in den Bereichen, Fotografie, Theater, Video und Performance sowie Veröffentlichungen als Autor von Artikeln und Büchern. Ab 1999 begannen jährliche Aufenthalte auf dem Vulkan Stromboli zwecks künstlerischer Auseinandersetzung mit Vulkanismen. Aus dem Anspruch, mit künstlerischen Mitteln gesellschaftlich nachhaltiger zu wirken, entstand 2003 unter dem Begriff „mitfeuerSPIELEN“ sein wichtigstes Kunstwerk, ein „Lernmodell Feuer für Kitas“, und ab 2008 das „Lernmodell Feuer und Kunst“ für Schulen. Parallel dazu entwickelte er die „Lehrkompetenz Feuer (und Kunst)“, welche er seit 2007 in Seminaren an Pädagogen vermittelt im Auftrag von Behörden, privaten und öffentlichen Bildungseinrichtungen sowie Versicherungen und Feuerwehren. Karawahn erhielt mehrfach Auszeichnungen. Seine Werke befinden sich in öffentlichen und privaten Sammlungen.

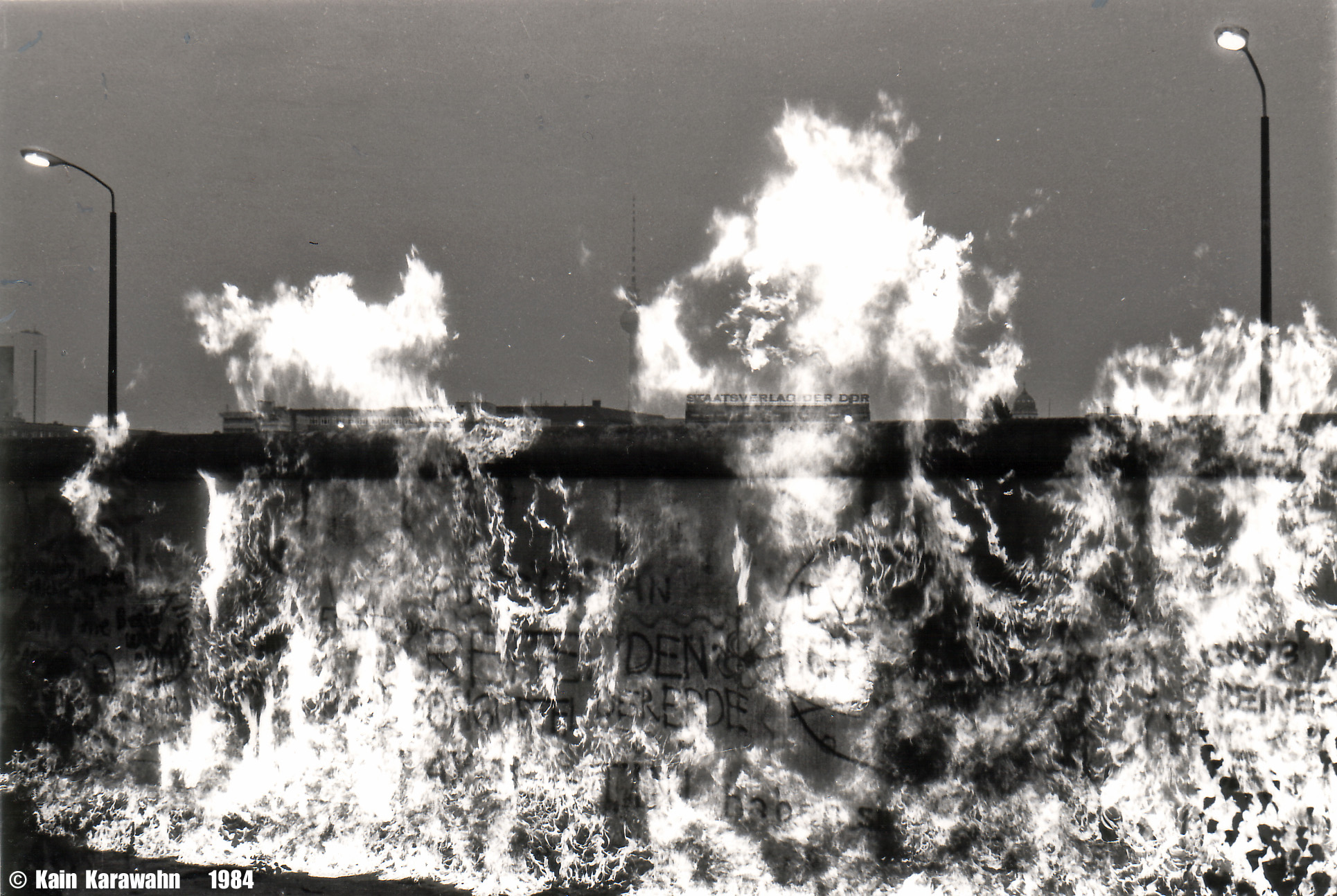
„The Berliner Summernightdream“ – Inflammensetzung der Berliner Mauer, Potsdamer Platz 1984

## Biografie
Nach Abschluss einer Ausbildung zum Bankkaufmann begann Karawahn 1979 ein Wirtschafts- und Sportstudium an der Georg-August-Universität Göttingen. Reisen nach Jamaika 1980 und 1981 offenbarten seine Leidenschaft für Fotografie und führten zum Studienabbruch nach dem Vordiplom, ersten Ausstellungen und dem 1983 erschienenen Fotobuch „Überdosis Uni!“ Am 26. November 1983 anlässlich der Vernissage der gleichnamigen Ausstellung in der Göttinger Galerie Apex verwirklichte Karawahn seine erste Performance mit Feuer „Nötiges Blutvergießen“ unter musikalischer Begleitung der lokalen Punkband Tin Can Army. Weitere Inszenierungen mit kleinen Brennprozessen, der erfolgreiche Start einer eigenen Postkartenedition und fortlaufende Veröffentlichungen seiner Fotos in der taz ließen ihn im Juli 1984 von Göttingen nach West-Berlin umziehen. Sofort nach Bezug seines Ateliers in der Kreuzberger Taborstraße am Landwehrkanal begann Karawahn mit brennendem Benzin unmittelbar an der Berliner Mauer zu experimentieren. Hierbei gewonnene Erkenntnisse führten zusammen mit Tom Skapoda zur aktionistischen, unangekündigten und wiederholten Inflammensetzung der Berliner Mauer am 8., 9. und 15. August 1984 innerhalb des Lenné-Dreieck am Potsdamer Platz, in der Stresemannstraße (zwischen Martin-Gropius-Bau und Abgeordnetenhaus von Berlin) und am Landwehrkanal Kreuzberg. Umsetzung, Verarbeitung und Verwertung dieser Inszenierung stehen exemplarisch für die feuer- und kunstspezifische Arbeitsweise Karawahns: Eine schadenfreie Aktivität mit Brennprozessen im urbanen Raum wird sowohl fotografisch als auch videografisch dokumentiert, um nach Erlöschen der Flammen anhand der künstlerischen Möglichkeiten der jeweiligen Ausdrucksform weitere Perspektiven, Inspirationen und Aussagen zu formulieren. Fotoserie und Video der Aktion „The Berliner Summernightdream“ werden demzufolge auch unabhängig voneinander präsentiert und erworben. Darüber hinaus machte Karawahn flammendes Benzin zum wiederholt verwendeten Werkstoff in seinen Inszenierungen. Nach zwanzigjähriger Erfahrung mit zahlreichen und international verwirklichten Brennprozessen verfolgte er zunehmend sein Vorhaben, mit künstlerischen Mitteln gesellschaftlicher zu wirken. 2003 leitete er das „Lernmodell Feuer und Kunst“ für Kitas, Schulen und Erwachsenenbildung ab.
Aus Karawahns Verbindung mit Kai Karolin Ilchmann gingen zwei Kinder hervor (1989 und 1991). Zwei weitere Kinder (2011 und 2013) stammen aus der Verbindung mit seiner langjährigen Lebensgefährtin Anne Arnz. Seit 2017 sind beide miteinander verheiratet und leben zusammen in Berlin und Blossin.
Auf Grund der vielfachen Bedeutungen, die das Wort Feuer hervorbringen kann, begann Karawahn frühzeitig, seine disziplinübergreifende Thematisierung und Verwendung von Feuer als bildender und darstellender Künstler nach eigenen Kriterien zu kategorisieren.

## Werk

### Fotografie
Aus einer autodidaktischen Phase des Entwickelns von Schwarzweißfilmen samt Anfertigung von Abzügen auf Fotopapier folgten 1982 die erste Einzelausstellung in der Georg-August-Universität Göttingen, regelmäßige Abbildungen in der taz und 1983 das erste Fotobuch „Überdosis Uni!.“ Karawahn konzentrierte sich beim Fotografieren überwiegend auf Inszenierungen mit Personen aus seinem Freundeskreis, um künstlerische Aussagen zu verschiedenen Themen zu formulieren. Es kam zu Veröffentlichungen auf Postkarten, zuerst durch den „BIZARR Verlag“ München. Von 1984 bis 2016 vermarktete Karawahn weitere Motive selber. 1984 wurde er redaktioneller Mitarbeiter des Göttinger Magazins „Fotografie Kultur Jetzt“ und lieferte stetig Foto- und Textbeiträge einschließlich der Verantwortung für den zweiten Teil der Doppelausgabe im Jahre 1985, Karawahns subjektive Bestandsaufnahme damaliger Kreuzberger Subkultur.

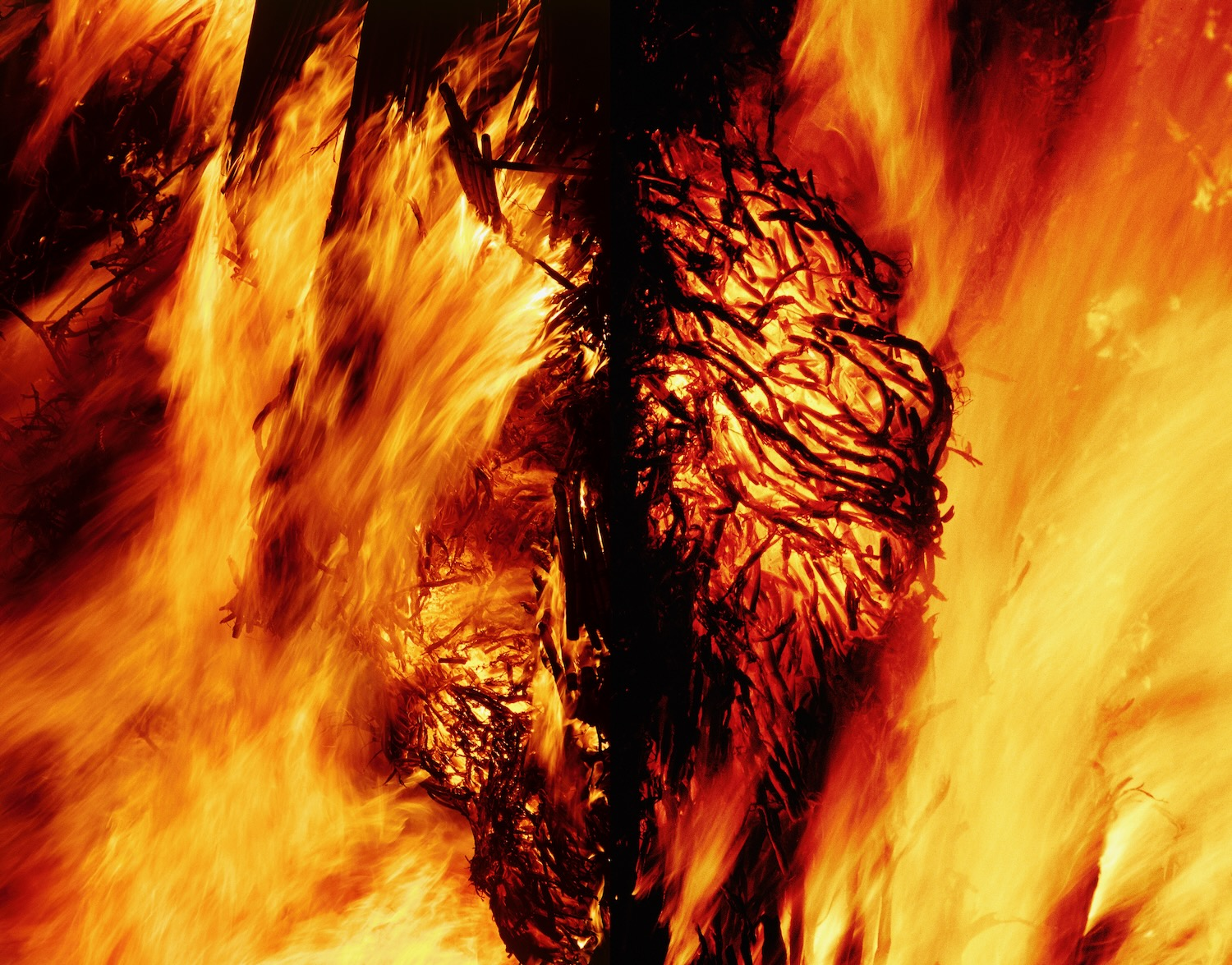
„brennWEITE FG1-05 und FG2-05“, „6. Int. Feuersalon Stromboli“ 2005

1983 begann Karawahns Spezialisierung auf Inszenierungen von Brennprozessen plus gleichzeitigem Foto- und Videografieren derselben. Aus Wärme, Licht und Dynamik eines Brennprozesses lassen sich mittels Fotografie Material- und Lichtkompositionen einfrieren, die losgelöst von der Schnelligkeit des wirklichen Ereignisses einen eigenständigen künstlerischen Wert erlangen. Anfangs fotografierte Karawahn Feuer ausschließlich in Schwarzweiss. Ab 1988 in Farbe und bedingt durch einen Wohnungseinbruchdiebstahl seiner analogen Kameraausrüstung ab 2005 nur noch digital. Derart entstanden zahlreiche thematische Serien, welche zu Ausstellungen, Katalog- und Buchveröffentlichungen führten.

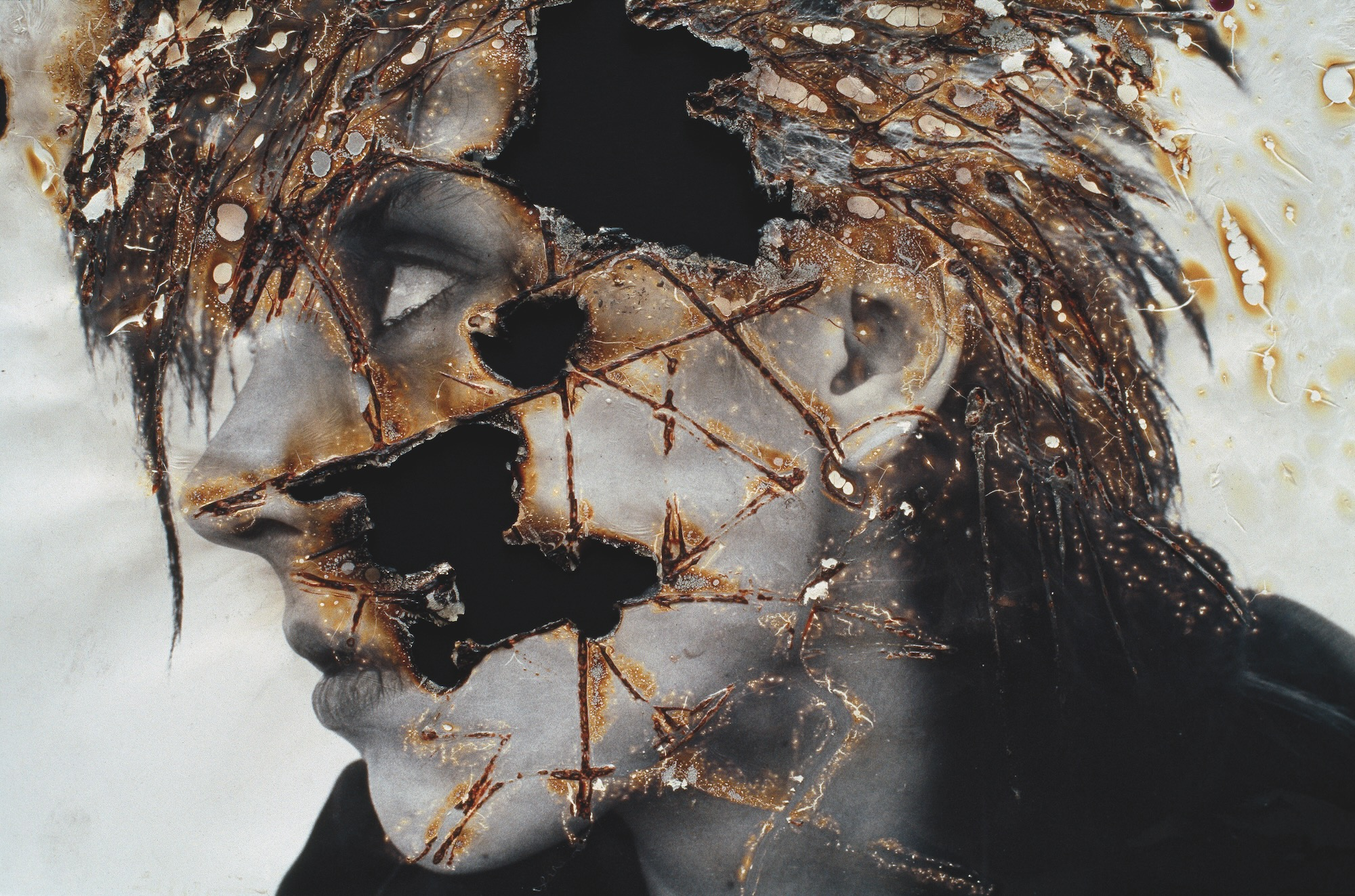
„Pyromanien Feuerporträt Berlin 1985“ (Mit Feuer übermalte Schwarzweiss-Fotografie) Sammlung Berlinische Galerie, Landesmuseum für Moderne Kunst, Fotografie und Architektur

Zwischen 1984 und 1997 übermalte er selbst angefertigte Schwarzweiss-Porträt-Fotoabzüge damaliger Zeitgenossen gezielt mit Feuer. Dadurch entstanden sowohl auf der Vorderseite als auch auf der Rückseite des Fotopapiers Zeichnungen, Strukturen, Färbungen, die zusammen eine reliefähnliche Verkrustung auf dem Fotoabzug hinterließen, somit jedes „Feuerporträt“ zu einem Original machten. Die Serie „Feuerporträts“ wurde international mehrfach ausgestellt, als Zeitschriften-, Buch- und Plattencover verwendet, als auch für Sammlungen erworben.
Im Rahmen des transmedia-Festivals 1997 haben Karawahn und der Musiker Blixa Bargeld das Projekt „7.000 Bücherfeuer“ verwirklicht. Diese öffentliche Selbstorganisation licht- und wärmespendender Bücherbrennprozesse lieferte Fotografien, literarische Fragmente und Erkenntnisse, welche 1999 als wortwörtlich brandneues Buch veröffentlicht wurden: „233° Celsius - Ein Feuerbuch“. Aus einem Zensurfeuer, in welchem pornografische Druckerzeugnisse während ihrer Verflammung fotografiert wurden, entstand 2002 das Buch „Pyroporno“. Eine Collage aus Bildern, Texten und Essays zum Thema Feuer und Sexualität in Mythen, Ritualen, Alltagssprache, pornographischer Sprache von der Antike an bis zur Kunst und Trivialkultur der Gegenwart. 2023 erschien das umfangreiche Foto- und Textbuch „brenn W E I T E N - Ein Feuerbuch. Eine gebilderte Erzählung der Brenngeschichte des Universums vom Urknall bis zum Burn out und darüber hinaus …“ Darin sind ausschließlich Karawahns Bilder aus vier Jahrzehnte währendem Fotografieren von Brennprozessen präsentiert in Verbindung mit zahlreichen Texten über Feuerverständnisse von der Antike bis heute.

### Performances und Aktionskunst
Mit der ersten Performance unter Verwendung von Feuer am 16. November 1983 in der Galerie Apex Göttingen beginnt die Nummerierung aller Aktionen und Performances mit Angaben zu Titel, Ort, Datum, mitwirkenden Personen und veranstaltenden Institutionen. Die Zählung endet mit der performativen Inszenierung Nr. 216 „parkzünderzündrom“ im Rahmen der Theaterbiennale Neue Stücke aus Europa veranstaltet vom Staatstheater Wiesbaden am 19. und 20. Juni 2004. Spätere Performances und Aktionen sind ab 2006 per website veröffentlicht.

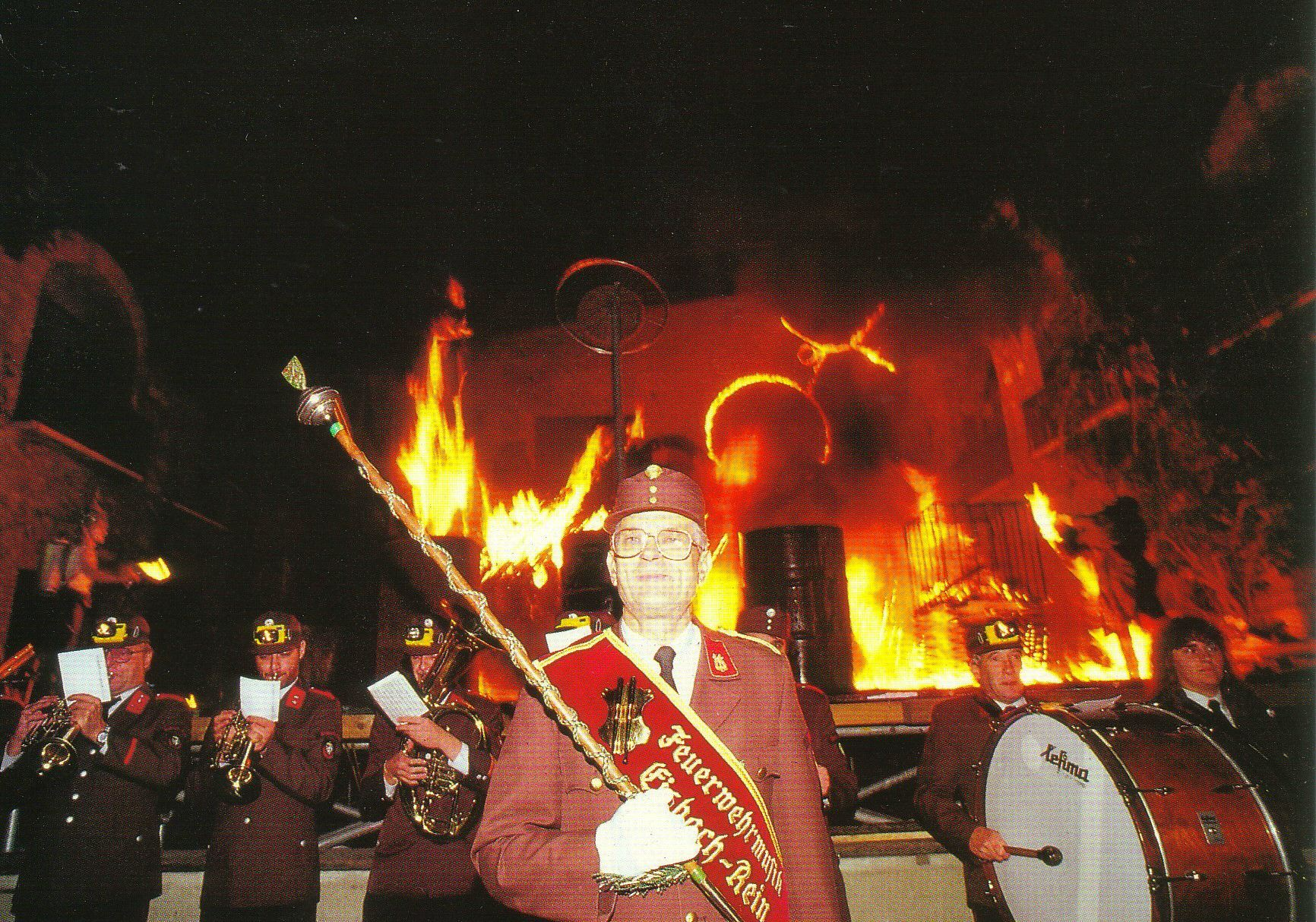
„feuerfrei (...die Welt geht schnell, wenn man sie sich in Flammen vorstellt: Bachelard)“, Graz Schlossbergbühne Kasematten, steirischerherbst 15. Oktober 1993

Die Konzeption einer öffentlichen Performance oder Aktion unter Verwendung von Brennprozessen erfordert immer eine massgeschneiderte Mixtur aus inhaltlichen, situationsspezifischen, wetterbedingten, personellen, materiellen, finanziellen und behördlichen Einflussfaktoren. Auf der Basis seitenlanger Beschreibungen von Inhalt und Dramaturgie, Material und Technik, Persönlichkeit und Funktion der Mitwirkenden und zuvorderst der räumlichen und zeitlichen Dimensionen samt Kontrolle der Brennprozesse waren bereits im Vorfeld wiederholt ausführliche Vorbesprechungen und langwierige Ortstermine mit Veranstaltern und Behörden erforderlich, in denen es jedoch am Ende immer wieder gelang, das Vertrauen aller Verantwortlichen zu gewinnen. Konzeption und Planung hatten hierbei immer nur einen Rahmen zu stecken, innerhalb dessen sich die Brennprozesse nach Entzündung selbstorganisieren sollten, sodann entweder gelöscht wurden oder ausbrannten. Das Wetter konnte kurzfristig wechseln, worauf die Feuermachenden augenblicklich zu reagieren hatten unter der Prämisse, die künstlerische Qualität und Aussage nicht zu verfehlen.
Karawahn begrüßte jede Aufführung immer mit den Worten: Liebes Publikum, was jetzt folgt, weiss ich auch nicht, denn wir erleben nun gemeinsam und gleichzeitig Probe, Generalprobe, Welturaufführung und Abschiedsvorstellung. Wiederholt mitwirkende Akteure und Darsteller waren zwischen 1985 und 2002 der Berliner Künstler Käthe Be, zwischen 1993 und 2003 Mr. Logo Lard, zwischen 1995 und 2018 Eddie Egal. Im stetigen Wechsel waren Schauspieler, Musiker, Dichter, Tänzer, Feuerwehrmusikkapellen, Feuerwehren und immer wieder Laien als Performer eingebunden. Eine Auswahl der ersten 80 Performances und Aktionen ist in dem 1991 erschienenen Buch „Wie mache ich Kunst, ohne mit die Finger zu verbrennen …“ veröffentlicht. Innerhalb der Performances kristallisierten sich dann vier Begriffe heraus, auf deren konzeptioneller Basis sich musterhaft folgenden Formate entwickelten:

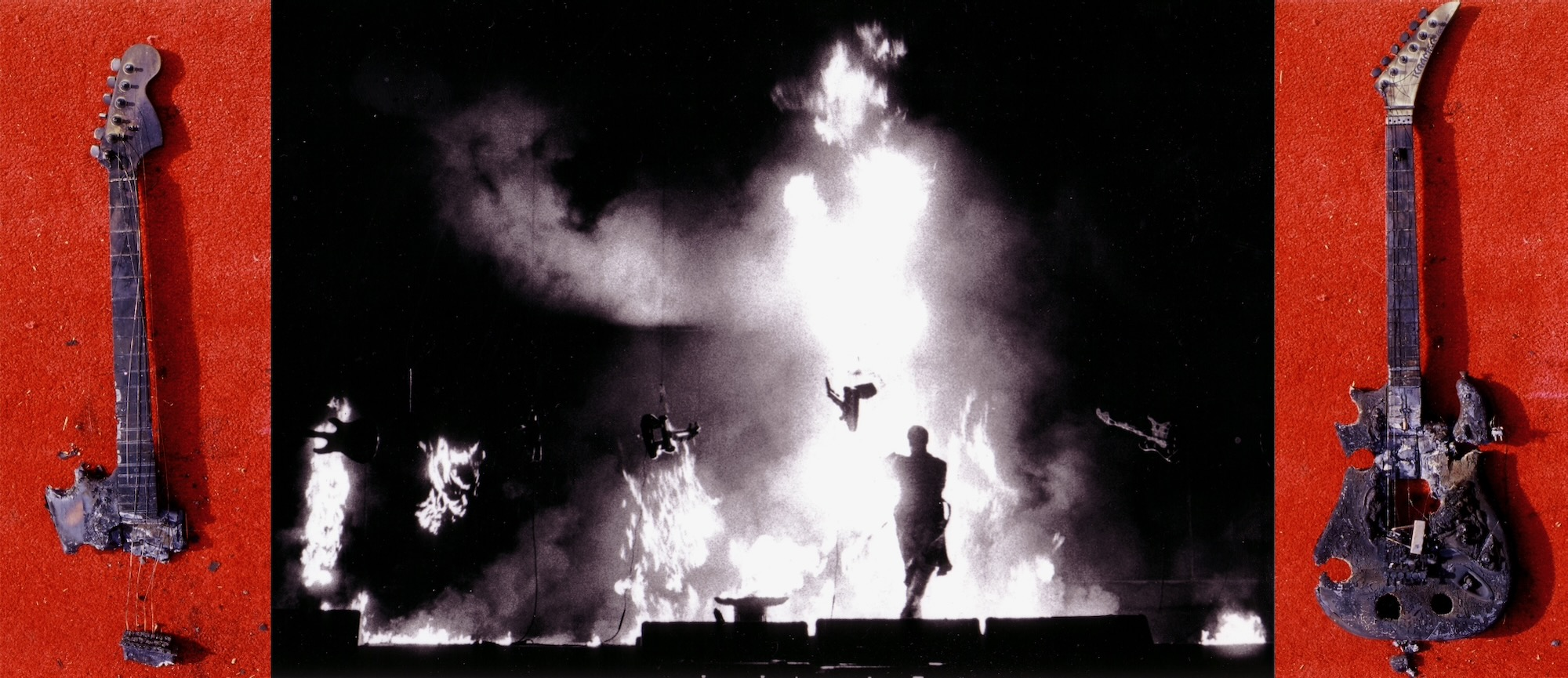
„fireselfmusicianized - the Jimi Hendrix tribute pyrophonie (No 18)“, six electric guiters on fire, New Promethians Festival, Center on Contemporary Art Seattle 7. Oktober 2000

#### „ZünFonien“
1989 kam es zur Begegnung mit dem Komponisten und Musiker Rolf Baumgart. Unter seiner musikalischen Leitung, ab 1989 („Wenn das unsere Eltern wüßten …“, 7. Pantomimenfestival Marburg) bis 2002 („beTRIEBsausFLUG“, Eröffnung Theaterfestival Ruhr), resultierte sowohl die Kreation eigener Sounds und Musik für Performances und Theaterinszenierungen, als auch das verstärkte Mitwirken von Musikern, Chören und Feuerwehrmusikkapellen. Zusätzlich erfolgten in den „ZünFonien“ wiederholt Inflammensetzungen von Instrumenten („fireselfmusicianized - the Jimi Hendrix tribute pyrophony No. 18“, Center on Contemporary Art Seattle 2000), Musikabspielgeräten („ins feuer hören“, Festival Neue Musik Rümlingen 2001), brandakustischen Konstruktionen („Wie schön brennt ein Rockkonzert?“, Kunsthalle Faust 2003), „Brennkammerkonzerten“ (Kulturbahnhof Kassel 2004) sowie mehrfachen Einbindungen des pyrophonen Instrumentariums des Künstlers Bastiaan Maris („Ruhrknall Zünfonie No. 17“, Internationale Bauausstellung Emscher Park, Eröffnung der Route der Industriekultur, Zeche Zollverein Essen 1999). Jedes dieser experimentell-feuermusikalischen Werke wurde als „ZünFonie“ nur einmal aufgeführt. Die Feuer, die zu sehen sind, machen Musik und die Töne, die zu hören sind, machen Feuer. Aus dem Live-Konzert „Kerzengesenge / Zünfonie No. 16“, aufgeführt mit Ensemble-Schauspielern im Theater Baden-Baden 1997 entstand in Ko-Produktion mit dem SWR das gleichnamige Musikvideo.

#### „Kartoffelfeuerrestauration“

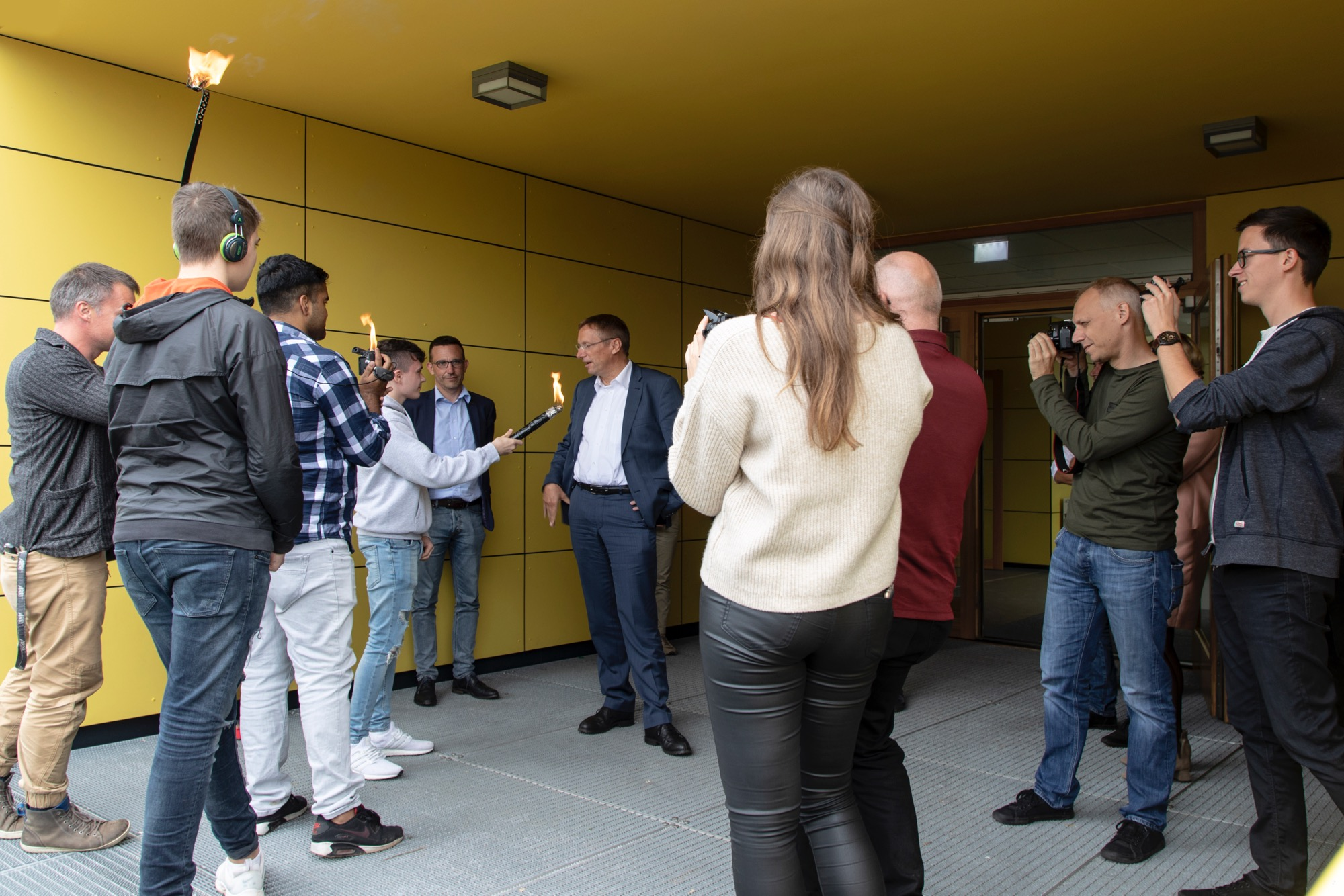
„Haben Sie noch Feuer?“, Kurs BK_GK_1 FES, IGS Trier, Trier Tourismus und Marketing GmbH, Illuminale 2018

Es handelt sich um eine Soziale Skulptur im öffentlich-städtischen Raum als Mittel gegen Einsamkeit, denn sie ermöglicht eine zufällige und doch verbindende Begegnung und Verständigung mit zuvor unbekannten Menschen. Das Projekt besteht aus Tischen, auf denen es brennt samt straßencafe-gestalteter Bestuhlung drumherum. 

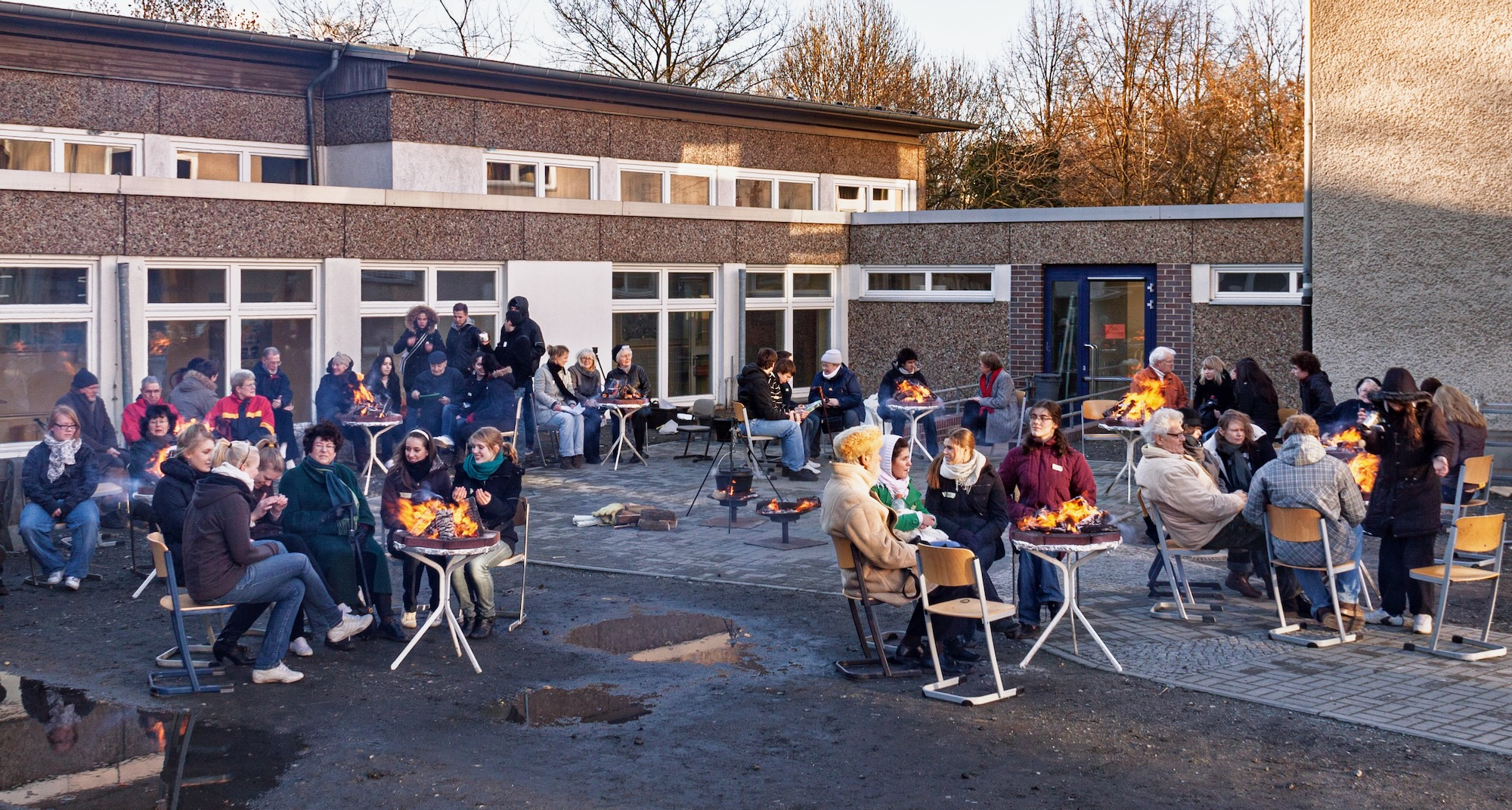
„KARTOFFELfeuerRESTAURATION“, „Projekt Feuerzeugen“, Fritz Karsen Schule Berlin 2009

 Jede zufällig passierende Person ist eingeladen, sich ans Feuer zu setzen und zur Verfügung gestellte Kartoffeln eigenhändig zu garen und zu verköstigen. Die Dauer des Brennens, die einfache Art des gemeinsamen und generationenübergreifenden Seins, Sprechens, Zubereitens und Essens am Feuer stiften während der Begegnung große Gemeinschaftsgefühle – eine Restauration der ursprünglichen, urmenschlichen, sozialen Nutzung des Feuers. Es wurde zum ersten Mal im Auftrag der Siemens Stiftung im Deutschen Museum in München 1995 verwirklicht. Weitere Stationen waren u. a. Kulturamt Oberhausen 2003, Landesgartenschau Niedersachsen 2004, Nachbarschaftszentren Berlin 2023, Stadtteilkulturzentren Hannover 2023 und 2024.

#### „Brennende Schauspiele“
Nach der Vermittlung familiärer und künstlerischer Feuerkompetenz kreieren Kita-Kinder, Grundschüler, Schüler und Studenten im öffentlichen Raum (Fussgängerzone, Park, Festival, Kongress usw.) ungewöhnliche Szenarien unter Verwendung poetischer Brennprozesse. Ihre Verantwortung liegt hierbei nicht nur in künstlerischer, sondern auch in feuerdarstellerischer und -sicherheitsspezifischer Dimension. Zum ersten Mal realisiert von Studenten als „parkzünderzündrom“ im Rahmen der Theaterbiennale Neue Stücke aus Europa Staatstheater Wiesbaden am 19. und 20. Juni 2004. Es folgten Aufführungen im Auftrag der Lange Nacht der Museen Berlin 2004, im Auftrag der Vereinigung zur Förderung des Deutschen Brandschutzes Deutscher Feuerwehrverband Berlin 2011, im Auftrag der Landeshauptstadt Hannover in der Fussgängerzone Hannover 2015, im Auftrag der Trier Tourismus und Marketing GmbH zur Illuminiale im Palastgarten des Kurfürstlichen Palais 2018, im Auftrag des Kulturamt Göttingen vor dem Alten Rathaus 2025.

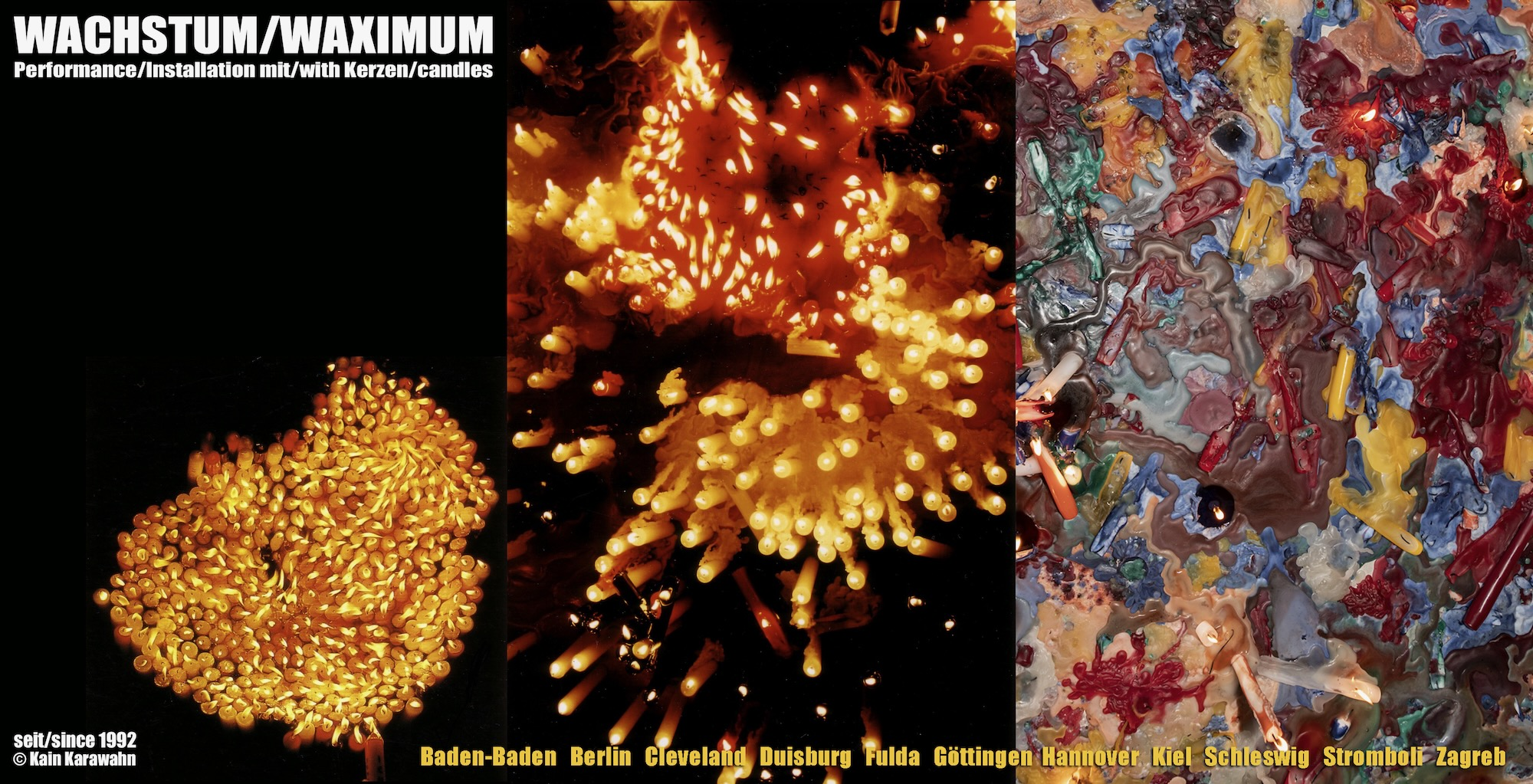
„Wachstum/Waximum“ – Performance/Installation mit/with Kerzen/candles

#### „Wachstum“
Besucher einer Veranstaltung erhalten eine Kerze, welche sie entzünden und innerhalb einer markierten Fläche aufstellen. Derart bilden hunderte tänzelnder Kerzenflammen eine innenräumliche Feuerstelle, in deren mehrstündiger Brenndauer sich farbige Wachsflüsse verschichten, zum selbstorganisierten Relief erkalten, welches abschließend als Gemeinschaftswerk ausgestellt wird. Die erste Präsentation fand 1992 statt im Verein Prima Kunst in Kiel.

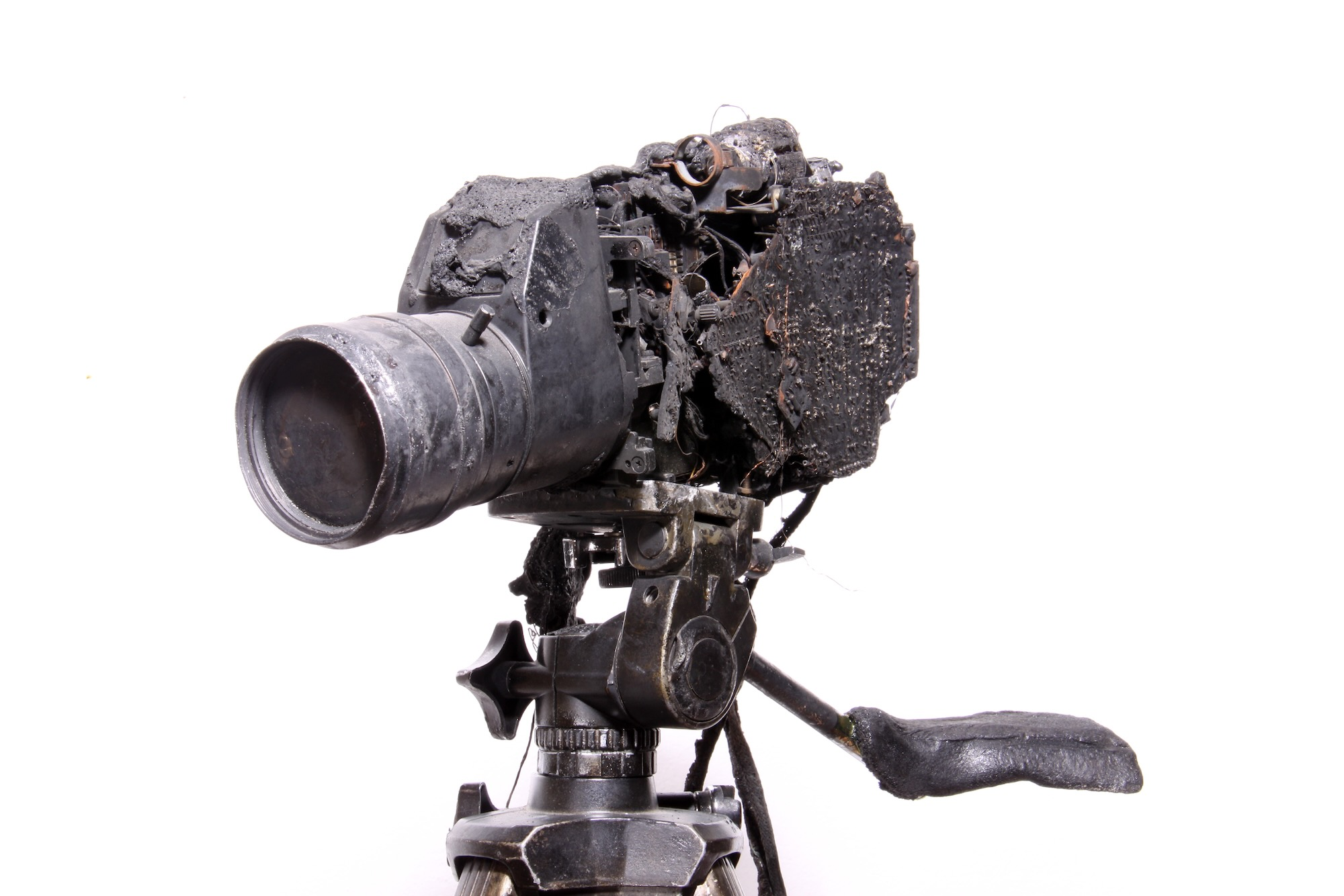
Skulptur 98 × 46 × 46 cm (Videokamera, Plastik, elektronische Bauteile auf Stativ, brandneu) „this is an emergency/NOtFALL“, VideoFilmFest des 18. Internationalen Forums des Jungen Films Medienoperative Berlin, 19. Februar 1988

### Videokunst
Mit der ersten öffentlichen Videopräsentation 1985 in der Galerie am Chamissoplatz Berlin beginnt die Durchnummerierung aller nationalen und internationalen Videopräsentationen in Galerien, Museen und auf Festivals usw. Die Zählung endet zwar 1996 bei 220 mit dem Festival experiMENTAL 96 in Zürich, doch darüber hinaus folgten weiterhin Präsentationen. Es kam zu zahlreichen nationalen und internationalen TV-Ausstrahlungen, Verwendungen von Videos in anderen TV-, Video- und Filmwerken sowie Jurierungen für internationale Tourneeprogramme wie z. B. für den „2., 3., 4., 5., 7. und 8. Marler Video-Kunst-Preis“, zu Präsentationen in zahlreichen Goethe Instituten weltweit, der Festival-Tourneeauswahl European Media Art 1989/90, im Videomagazin Infermental No. 10, der „EuroVideoArt-Tour“ und dem Tourneeprogramm der Internationalen Kurzfilmtage Oberhausen 1996/97. Karawahns Arbeit mit dem Medium Video ist kategorisiert in sechs Serien.
1. Videoarbeiten auf der Basis eigener Inszenierungen mit Brennprozessen
2. Videoarbeiten ohne Feuer
3. „Kameratransformationen“
4. Videoarbeiten in Kooperation mit Schülern und Studenten
5. „VocalsVolcanoVideoVenture“
6. Videoarbeiten „feuerMACHEN kulturell“

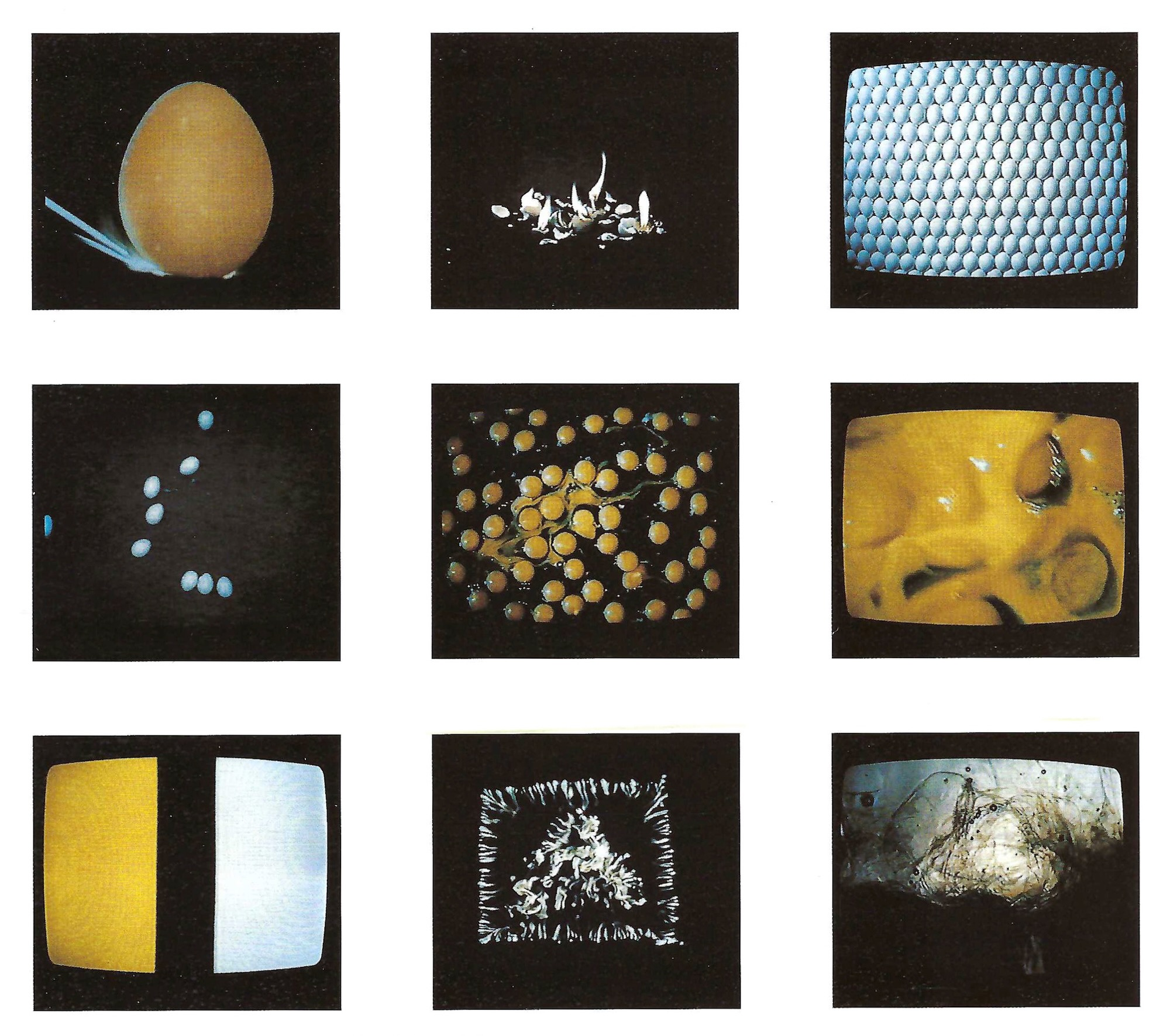
Tableau (9 Videostills) aus „Das Videorakel“, U-matic Low-Band – PAL Color – 7:28 min, 1989

1. Die Videoarbeiten der Jahre 1984 bis 1989 entstanden auf Basis künstlerischer Inszenierungen von Brennprozessen und ohne eigenen Besitz von Videotechnik. 1986 ermöglichten kostenlose Ausleihen von Kamera und Schnittstudio des Offenen Kanal Berlin weitere Videowerke. 1990 und 1991 erfolgten Videoproduktionen in Kooperation mit dem NDR, 1991 mit dem Museum Folkwang, mit dem SWR 1994 (Videoarbeit: Magischer Schnittplatz, Sammlung Zentrum für Kunst- und Medientechnologie Karlsruhe) und 1998, Transmediale Kerzengesenge ZünFonie No 16. 1998 Ko-Produktionmit dem Neuen Berliner Kunstverein 1996 (Videoarbeit Wie das Baden im Nichts ist 1995) und mit Arte 2000 (Videoarbeit Kommissar Kerze mit Käthe Be; Berlin / New York, 2000).
2. Die Videoarbeiten ohne Feuer umfassten Experimente wie die Serie „Bona Zero“ (1986–1988), ausgestrahlt vom Offenen Kanal Berlin. Es handelte sich hierbei um eine Persiflage auf das TV-Format Frühstückfernsehen der privaten und öffentlich-rechtlichen Sender. Oder um Videos für befreundete Künstler oder die ungewöhnliche Dokumentation „Allein auf einer Insel - Teil Zwei“ über das Lebens- und Kunstverständnis des Berliner Bürgers Engelbert Kievernagel (1927–1987).

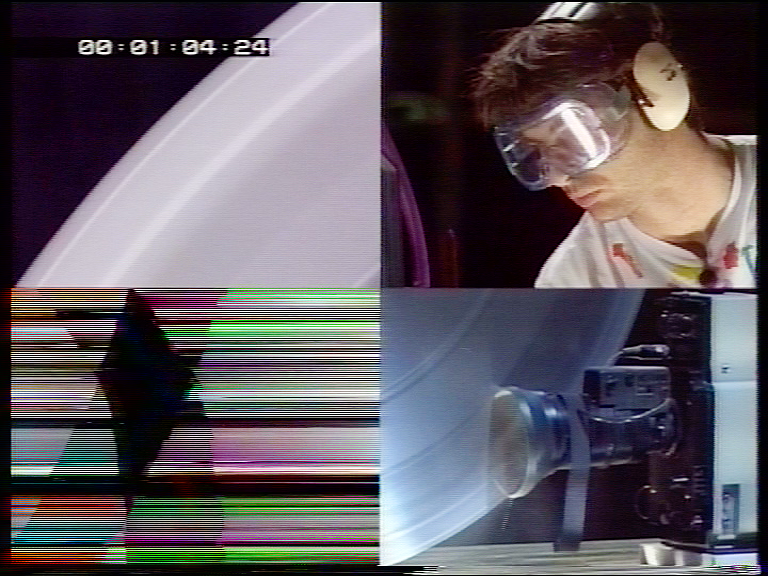
„Magischer Schnittplatz“. Zersägung einer Fernsehstudiokamera im Ernst-Becker-Studio, SWR Baden-Baden am 27. Oktober 1994 anlässlich der Preisverleihung des Deutschen Videokunstpreises 1994 (Zentrum für Kunst und Medien). Aus den Fernsehstudioaufnahmen und den Aufnahmen der zersägten Fernsehstudiokamera erstellte Karawahn das gleichnamige Video: „Magischer Schnittplatz“ – 1994 / 6:21 min „...vor dem Videoschnitt kommt der Kameraschnitt ...“

3. Für die Serie „Kameratransformationen“ wurden zwischen 1988 und 1994 Video- und Fernsehstudiokameras sowohl als Werkzeug auch als zu bearbeitender Rohstoff verwendet. Es begann mit einer öffentlichen Performance vor Publikum (Videofestival, Medienfestival, Theater, Fernsehstudio usw.), welche von der betreffenden Videokamera live aufgezeichnet wurde. Die Videokamera wurde während ihrer Aufnahmen sodann durch weiteres Werkzeug (Feuer, Straßenwalze, Boxen, Bildhauerei, Strom, Kreissäge) künstlerisch derart bearbeitet, dass am Ende sowohl das Geschehen vor der Kamera als auch die chemisch-physikalischen Reaktionen in der Kamera eine mediumspezifische Einzigartigkeit an Bildern und Tönen hervorbrachten. Diese originären Bilder und Töne wurden von einem externen Videorekorder solange aufgezeichnet, bis der Abbruch der Stromzufuhr die Kamerakonstruktion technisch nicht mehr funktionieren ließ. Am Ende bezeugen der performativ und bildhauerisch geformte Kamerakörper als Skulptur, die entsprechende Video- und Tonsequenz als Videoarbeit sowie videostills als Fototableaus eine selbstorganisierte Freisetzung originärer, audiovisueller Wahrheit. Die fünfte von insgesamt sechs „Kameratransformationen“ brachte die Volksbühne Berlin 1994 nach einem Konzept von Kain Karawahn und in der Bühnenfassung von Rolf Baumgart, Kain Karawahn und Michael Zeyfang als Theaterstück heraus. Eine zusätzliche Aufführung erfolgte am 28. Oktober 1994 im Auftrag des ZKM im Filmtheater Schauburg Karlsruhe.
4. Ab 2001 entstanden feuer-, film-, musik- und theaterspezifische Videoarbeiten von Studenten im Rahmen von mehreren Lehraufträgen Karawahns am Institut für Theaterwissenschaft, Freie Universität Berlin. Seit 2008 bringen zahlreiche, öffentlich geförderte Kooperationen zwischen Karawahn und Schulklassen wiederholt Video-Ambiente-Loops hervor für Präsentationen in Ausstellungen und Theaterstücken. Es handelt sich hierbei um von Schülern erstellte Videos auf der Grundlage inszenierter Inflammensetzungen von Gegenständen aus eigenem Besitz der Schüler.
Für das Buch und den Film „Feuerzeugen“ ermittelten Kain Karawahn und Schüler zweier 11. Klassen der Fritz-Karsen-Schule Berlin 2009 mit Feuer, am Feuer und über Feuer in Videointerviews mit Angehörigen der damaligen Seniorengeneration das erste feuerbiographische Profil des 20. Jahrhunderts. 2010 erhielt der Film im Rahmen des Bundesfestival Film in der Filmakademie Baden-Württemberg den Sonderpreis des Projektebüros Dialog der Generationen. Die Kulturstiftung der Länder und die Deutsche Bank haben unter der Schirmherrschaft des Bundespräsidenten das Projekt „Feuerzeugen“ zum Preisträger im „KINDER ZUM OLYMP! Wettbewerb Schulen kooperieren mit Kultur“ 2009/2010 in der Sparte Film und Neue Medien, Altersgruppe Klasse 10–13 gekürt.
5. Ab 2002 kamen Videoarbeiten hinzu auf der Grundlage von Aufenthalten im Rahmen des „Internationalen Feuersalons auf dem Vulkan Stromboli“, sodann in Verbindung von Lehraufträgen am Institut für Theaterwissenschaft, Freie Universität Berlin, welche zusammen mit Studenten und Chorsängern 2015 realisiert wurden.
6. Ab 2006 setzt Karawahn zunehmend Videoarbeiten ein zur Veranschaulichung des „Lernmodells feuerMACHEN kulturell“ in Seminaren für Pädagogen und Feuerwehr. Seit 2012 erfahren ausgewählte Videodokumentationen über feuermachende Kinder ihre Verbreitung über den YouTube-Kanal „mitfeuerspielen“.

### Theater
Mit zunehmenden Budgets und dem Anliegen, eine Geschichte erzählen zu wollen, erweiterten sich die Performances ab 1987 („Reisefieber in Ägypten“, Skulpturenmuseum Marl) um theatrale Elemente wie Schauspiel, Text, Gesang und Bühnenbild, sodass es neben Kooperationen mit Theatern (Volksbühne Berlin 1990 und 1994, Kampnagel Hamburg 1995, Schauspielhaus Bochum 1995, dietheater Wien 1998, Theaterfestival Ruhr 1999 und 2002, Theaterbiennale Neue Stücke aus Europa 2004) auch zu Lehraufträgen im Bereich der Film- und Theaterwissenschaft kam.

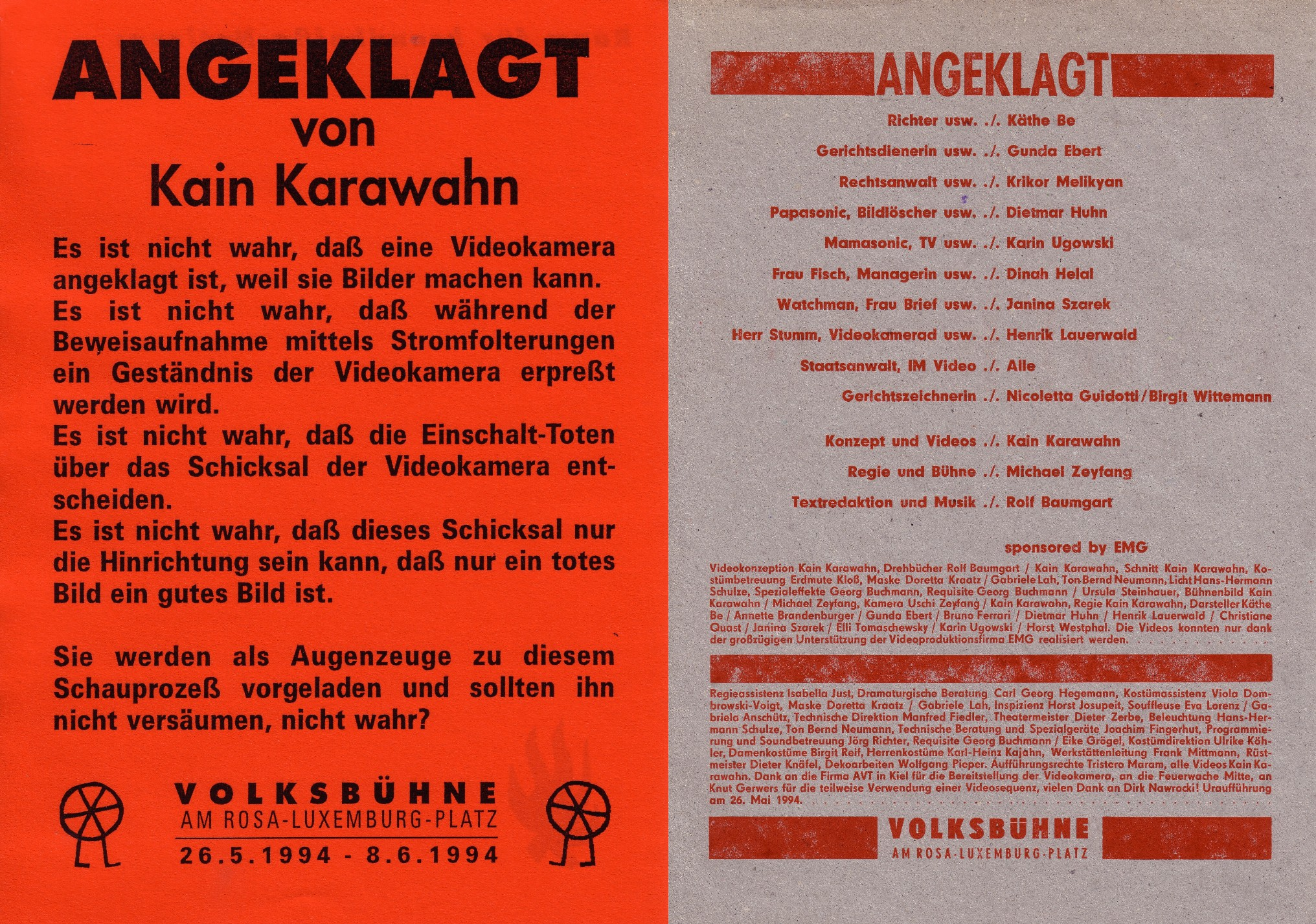
Programmzettel „Angeklagt“, Volksbühne Berlin 1994, Kain Karawahn, Rolf Baumgart, Michael Zeyfang, Dramaturgische Beratung Carl Hegemann

1994 brachte die Volksbühne Berlin nach einem Performancekonzept von Kain Karawahn und in der Bühnenfassung von Rolf Baumgart, Kain Karawahn und Michael Zeyfang das Theaterstück „Angeklagt“ heraus (Premiere am 26. Mai 1994, Volksbühne Berlin). Eine Videokamera wird in einem Schau-Prozeß angeklagt, weil sie Bilder machen kann. Richter, Ankläger, Verteidiger, Gutachter, Zeugen und Einschalt-Tote setzen sich laut und deutlich hierüber auseinander. Bilderfluten, -breie, -berge und -teppiche beleben – brennt´s oder brennt´s nicht – das Gerichtsgeschehen. Im Verlauf der Be-handlung (Jury-Vorsitzender: Käthe Be) wird die Angeklagte (Videokamera) durch Stromfolterungen zur Wahrheitsschilderung ermuntert. Gibt es ein fröhlicheres Erlöschen?. 2001 erschienen Karawahns Betrachtungen über das Thema Feuer und Theater in Form des Artikels „Am Anfang brannte Theater ...“.

### Radio-Feature
Im Auftrag des WDR verfasste Kain Karawahn 1997 als Autor das Radio-Feature „Listen to the Fire - Ins Feuer hören“. Im Auftrag des Deutschlandradio entstand 1998 zusätzlich unter seiner Regie das Radio Feature „Pyrophonie“. Keine Feier ohne Feuer – und Musik. Vom Tanz ums Feuer über Feuerwerksmusik über Feuerschlachtmusik über brennende Gitarren, über „Brandsätze“ in der Popmusik bis hin zu Feuerwehrmusikkapellen, Feuerpausen und Pyrophonen (Pressetext Deutschlandradio 1998).

### Publikationen, Artikel, Vorträge
Aus der Notwendigkeit von der Kunst leben zu können, betrieb Karawahn von 1982 bis 2012 die Selbstvermarktung seiner Fotos und Texte als Postkarten. Ab 1989 erfolgten die ersten öffentlich vorgetragenen Verschriftlichungen kultureller und künstlerischer Bezüge über das Arbeiten mit Brennprozessen. Derlei Artikel, Bücher und Vorträge erweisen sich heute noch als äußerst hilfreich, nicht nur in die Tiefen einzelner Bedeutungen des vielseitig verwendbaren Feuerbegriffs vorzudringen, sondern hierbei gewonnene Erkenntnisse und Thesen gegenüber einer feuerthematisch eher oberflächlich gebildeten Allgemeinheit differenzierter und verständlicher vermitteln zu können. Seit 1989 existieren zahlreiche Veröffentlichungen zu folgenden Erweiterungen von Karawahns Feuerverständnis:
- Feuer & Bildung/Pädagogik/Erziehung[83]
- Feuer & Auto[84]
- Feuer & Brandstiftung/Pyromanie[28]
- Feuer & Brauchtum[28]
- Feuer & Burn Out[85]
- Feuer & Feuerverbot[86]
- Feuer & Frau[28]
- Feuer & Geist[28]
- Feuer & Kerze[28]
- Feuer & Kind[87]
- Feuer & Kochen[28]
- Feuer & Kunst[31]
- Feuer & Literatur[26]
- Feuer & Mythen[28]
- Feuer & Medien[28]
- Feuer & Musik[81]
- Feuer & Sexualität[27]
- Feuer & Theater[80]
- Feuer & Vulkanismen[5][6]

### Lehraufträge
In seinen Lehraufträgen hat Karawahn die Teilnehmer zuerst mit Materialien, Techniken und Einflussfaktoren für eine Inszenierung mit Brennprozessen vertraut gemacht. Derlei Feuerkompetenz ermöglichte jedem Studenten die Mitwirkung in jeweils anliegenden Performances und Theaterinszenierungen sowie Theater- und Videoexpeditionen unter Karawahns Regie.
- Lehrauftrag „Cease Fire: why cities don‘t have forest fires?“ Cleveland State University 1993
- Lehrauftrag „Wie schön brennt Kunst?“[89], Bauhaus Universität Weimar 1997
- Lehrauftrag „Theater müssen brennen, damit wir sie erkennen!,“ Freie Universität Berlin, Institut für Theaterwissenschaft 2001
- Lehrauftrag „Brandsätze mit Brennpunkten im Schnittbereich von Theater & Video“[90], Freie Universität Berlin, Institut für Theaterwissenschaft 2004
- Lehrauftrag „Zur Materialität und Medialität von Naturschauspielen: Wenn Vulkane Theater machen ...“,[91] Freie Universität Berlin, Institut für Theaterwissenschaft 2011[92][93]
- Lehrauftrag „Zur Medialität magmatischer Naturschauspiele: Welcher Film läuft ab, wenn die Elemente Theater machen …“,[94] Freie Universität Berlin, Institut für Theaterwissenschaft 2014[95]
- Lehrauftrag „Feuer & Fotografie“, Bauhaus Universität Weimar 2014

### VolcanismInTheArts

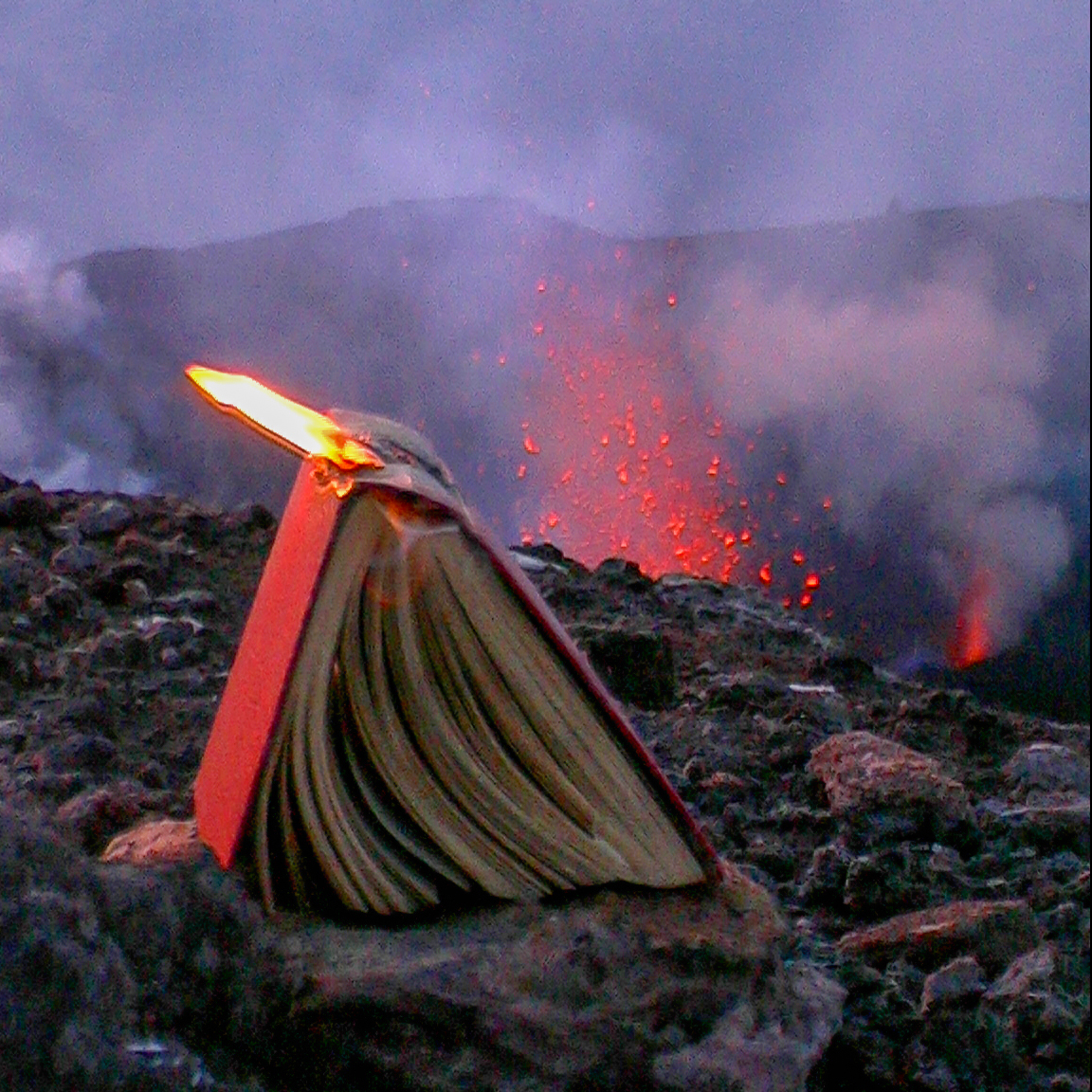
„title eruption“ – crater area of the volcano Stromboli 18:04-18:12 MEZ March 15th 2005, Eruzione d‘arte a Stromboli © installation & photography Kain Karawahn

#### „Internationaler Feuersalon Stromboli“
Das Interesse an der Wirkung von Vulkanismen auf Befindlichkeit und Kunst führte von 1999 bis 2009 zur jährlichen Organisation des „Internationalen Feuersalon Stromboli“. Es handelte sich hierbei um ein experimentelles Zusammenwirken internationaler von Karawahn eingeladener Teilnehmer auf dem aktiven Vulkan Stromboli. 2005 initiierte und organisierte Karawahn zusammen mit Barbara Engele auf Stromboli das Projekt „Eruzione d’arte a Stromboli,“ eine Begegnung von internationalen Künstlern mit einheimischen Kunstschaffenden in Form öffentlicher Ausstellungen und Performances. Im weiteren Verlauf resultierten aus den wiederholten Aufenthalten und Erkundungen auf Stromboli diverse vulkan-und-kunstthematische Projekte, Expeditionen, Ausstellungen, sowie Lehraufträge am Institut für Theaterwissenschaft der Freien Universität Berlin, in denen die teilnehmenden Studenten abschließend theatrale Projekte auf Stromboli verwirklichten. Die daraus resultierenden Fotografien, Texte und Videoarbeiten wurden mehrfach ausgestellt.

#### „fireTAGE mit einem VULKAN“
Verteuerungen der Reise- und Aufenthaltskosten nach und auf Stromboli beendeten den „Internationalen Feuersalon“ als für jeden Künstler finanziell machbares Zusammenkommen. Ab 2011 startete dann zusammen mit Astrid Böttger das Format „fireTAGE mit einem VULKAN“. Es handelt sich um ein jährliches Seminar mit Teilnehmern jeglichen Alters und dementsprechender Lebensläufe zum salonistischen Zelebrieren von Pausenkultur, Müßiggang und Begegnung in einer naturphilosophisch empfundenen Sphäre der Vier Elemente.

#### „VocalsVolcanoVideoVenture“
Seit 1999 entstanden in der Bild- und Tonkulisse des aktiven Vulkans Stromboli mehrere Videoarbeiten unter dem Serientitel „VocalsVolcanoVideoVenture“. Ab 2015 resultierten daraus zweijährlich stattfindende Projekte ausschließlich unter der musikalischen Leitung von Tina Paar mit singenden und vielfach stimmlich ungeübten Teilnehmern, deren Leidenschaft darin besteht ausschließlich mit ihrer Stimme auf die Stimmung vulkanischer Natur zu reagieren.
- 13.–25. März 2015 „Vulkanon - Stimmen im Chor der Schallplattentektonik“
- 24. März – 4. April 2017 „Boccanto / vocal on = volcano“
- 2.–12. April 2019 „eoliano vulcanissimo“
- 23. September – 4. Oktober 2022 „LAVanti-interessanti“
- 20. September – 1. Oktober 2024 „hymnlischmagmabella“

### Kulturelle Bildung Feuer (und Kunst)

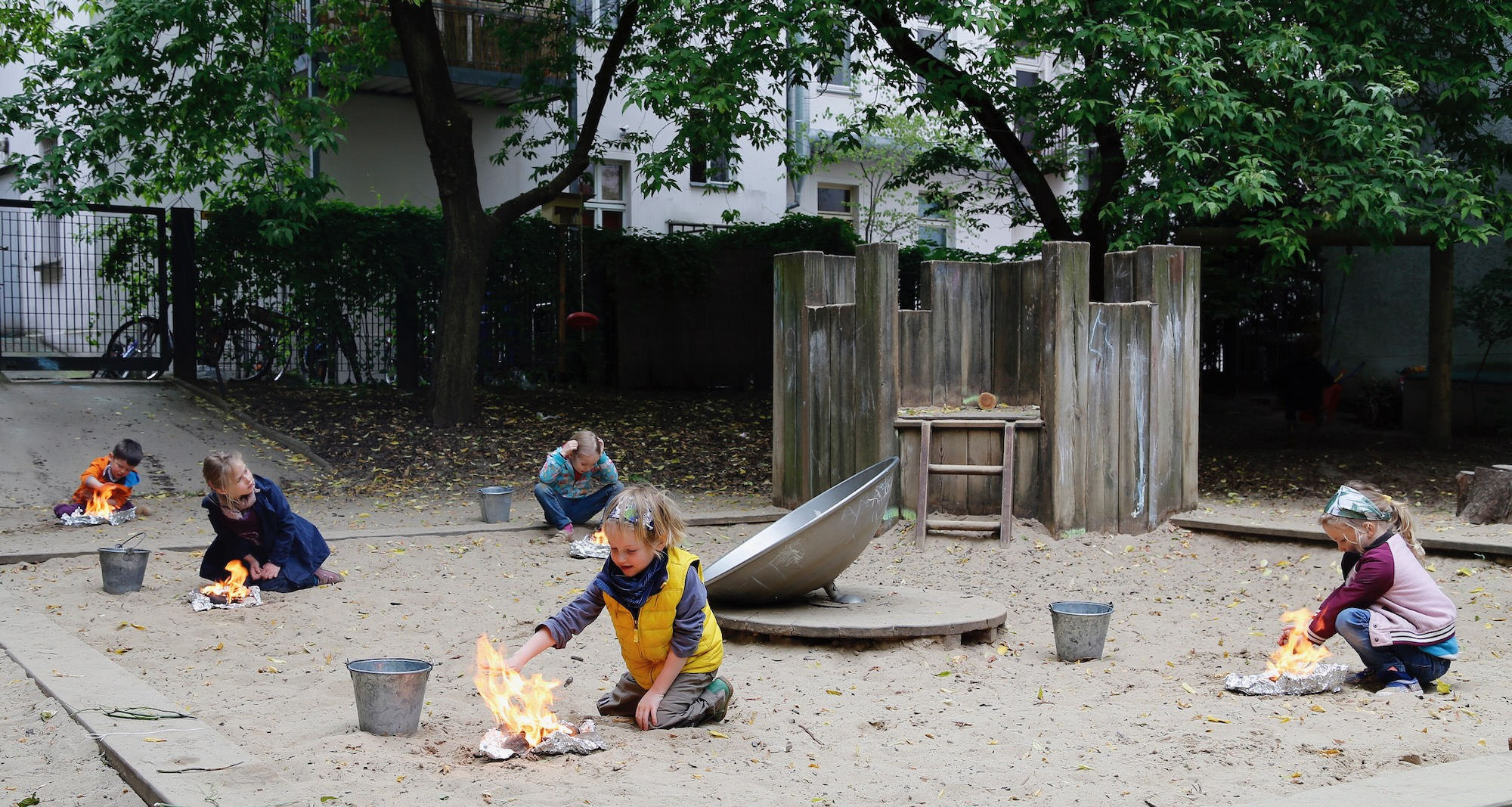
„Kinder machen Feuer, Kita Secret Garden“ Berlin 2018, [https://www.mitfeuerspielen.de/konzeption.html Lernmodell feuerMACHEN kulturell

#### Lernmodell Feuer (und Kunst) für Kita und Schule
Das Lernmodell „feuerMACHEN kulturell“ für Kitas ist 2003 von Karawahn als Kunstwerk konzipiert worden. Auf Grundlage altersgerechter, soziokultureller und ästhetischer Kriterien erspielen sich Kita-Kinder ab 5 Jahren aufwärts ihre „Familiäre Feuerkompetenz“, den eigenhändigen und verantwortungsbewussten Umgang mit Streichholz, Feuerzeug, Kerze und Holzfeuer. Im Auftrag der Kita St. Petrus in Wolfsburg anlässlich der Landesgartenschau Niedersachsen 2004 hat Karawahn das Kunstwerk „feuerMACHEN kulturell“ zum ersten Mal umgesetzt. 2007 kam als weiteres Kunstwerk die Grundschulvariante „GEGENfeuer: Schüler machen Feuer und Kunst“ hinzu. Gebildet mit „Familiärer Feuerkompetenz“ inszenieren und fotografieren Schüler mit Feuer, sie malen mit Feuer, sie filmen mit Feuer, sie machen Performances und Theater mit Feuer, sie singen mit Feuer, sie schreiben Texte mit Feuer und präsentieren abschließend ihre Werke in Form von Ausstellungen, Büchern, Chorgesängen und Videos öffentlich.
Zahlreiche Projektkooperationen mit Kitas und Schulen erhielten wiederholt sowohl öffentliche Fördermittel als auch Unterstützungen von Stiftungen, Unternehmen und Privatpersonen. In der Terra Xpress-Themensendung „Spiel mit dem Feuer“ präsentiert das ZDF Ausschnitte eines mehrstündigen Experiments unter konzeptioneller, beratender und leitender Mitwirkung von Kain Karawahn, in welchem Kindern im Alter zwischen 6 und 10 Jahren im SOS-Schulhort der Ersten Gemeinschaftsschule Berlin-Mitte mit versteckten Kameras gefilmte Begegnungen mit Streichholz, Feuerzeug, Kerze und ermöglicht wurden. 2016 erweiterte Karawahn in Kooperation mit der Berliner Kita Arche das Lernmodell Feuer um die Variante „Lernpatenschaft Feuer“. Hierbei vermitteln „familiär feuerkompetente“ Kinder ab fünf Jahren ihre Feuerbildung spielerisch sowohl an jüngere als auch an ältere Personen.
2020 hat das Portal YouTube das Video „Kinder spielen mit Feuer“ zum dritten Mal zensiert und endgültig gelöscht, "weil es gegen unsere Richtlinien zum Schutz von Kindern verstösst." Das Lernmodell ist mehrfach ausgezeichnet worden. Es bewährt sich sowohl bei verhaltensauffälligen Kindern und Jugendlichen als auch bei Kindern und Jugendlichen mit körperlichen und/oder geistigen Einschränkungen, so auch in dem Projekt „Sonderpädagogisch betreute Schüler machen Feuer“ mit insgesamt 50 Schülern (Klassenstufe 1 bis 13) in der Paul-und-Charlotte-Kniese-Schule Berlin 2022, welches auf Grund des Erfolgs 2023 wiederholt worden ist.

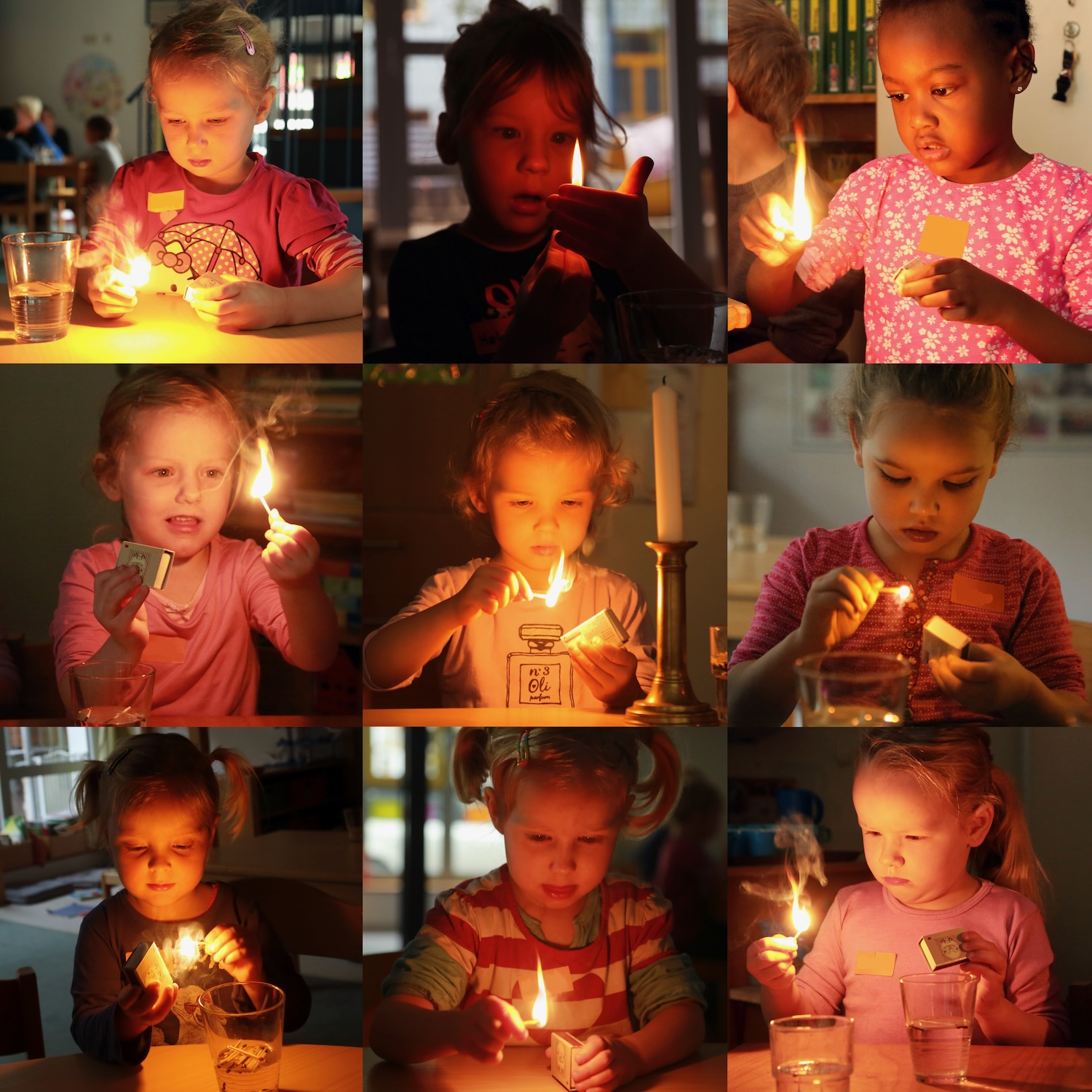
Projekt „Feuerabenteuer“, Kita Arche Berlin 2016/2017: Die abgebildeten Kinder (Alter 3 bis 4 Jahre) haben das Entzünden ihrer Streichhölzer von feuergebildeten Kindern (Alter 5 Jahre) spielerisch vermittelt bekommen nach dem Modell „Lernpatenschaft Feuer“

#### „Lehrkompetenz Feuer“
Die Kinder- und Jugendpsychiatrie des Vivantes Netzwerk für Gesundheit veranstaltete am 10. und 11. März 2006 in Berlin unter der Leitung von Kain Karawahn das zweitägige „Symposium Kind und Feuer“ unter Beteiligung der Berliner Feuerwehr und zahlreichen Referenten aus unterschiedlichen Disziplinen. Seit 2007 wird Karawahn als Künstler vom Sozialpädagogischen Fortbildungsinstitut Berlin-Brandenburg (SFBB), der Unfallkasse Berlin, der Unfallkasse Sachsen-Anhalt, dem Eigenbetrieb Kindertagesstätten der Stadt Halle, Kindergärten NordOst Eigenbetrieb von Berlin, sowie von Versicherungen, Kita- und Schulträgern, pädagogischen Fachschulen, Feuerwehren und weiteren pädagogischen Einrichtungen beauftragt, Erziehern, Lehrern, Feuerwehrmitarbeitern und Berufstätigen in Jugend- und Freizeiteinrichtungen eine „Lehrkompetenz Feuer“ zu vermitteln. Dieses Weiterbildungsmodell ist 2012 vom Ministerium für Bildung, Jugend und Sport Brandenburg ausgezeichnet worden. Seit 2024 vermittelt Karawahn auch eine „Soziale Feuerkompetenz“ an Tätige in Familien- und Nachbarschaftszentren.
Im Zuge seiner Tätigkeit als Dozent hat Karawahn zahlreiche Artikel zum Thema Kind und Feuer veröffentlicht, darunter auch einen Beitrag für Schadenprisma über drei tragische Kerzenunfälle in Kitas (1999, 2004, 2008). Pädagogen hatten Kerzen angezündet, als deren Folge sich Kinder lebensgefährliche Verbrennungen zuzogen. Gerichtlich wurde festgestellt, dass niemand der Pädagogen gegen eine Vorschrift verstoßen hatte. Im Vergleich der drei Ereignisse stellt Karawahn dar, dass der unfallentscheidende Faktor weder erkannt noch beseitigt worden ist, demzufolge weitere von Pädagogen verursachte Unfälle mit Kerzen bzw. Feuer in Kitas und Schulen folgen werden.

#### „Edition Feuerkinderbuch“
2012 gegründet von Kain Karawahn und seiner Frau Anne Arnz zur Veröffentlichung von Feuergeschichten, in denen Kinder nicht als Brandstifter und -opfer vorgeführt werden, sondern ausschließlich die schönen Seiten des menschlichen Feuermachens vermittelt bekommen. Die Illustrationen zum ersten Buch „Die Feuersalamanderin oder wie das Feuer zu unseren Eltern kam“ stammen von Sibylle Anderl, vom zweiten Buch „Strombolina“ von Carola Göllner und vom dritten Buch „Feuerabenteuer“ von Kindern der Kreuzberger Kita Arche. Hier haben Kinder, die eigenhändig mit „Familiärem Feuer“ spielen, malen und kochen, ein Buch für all die Kinder und Erwachsenen kreiert, welche mehr über die poetischen, spielerischen und nützlichen Seiten des Feuers erfahren wollen.

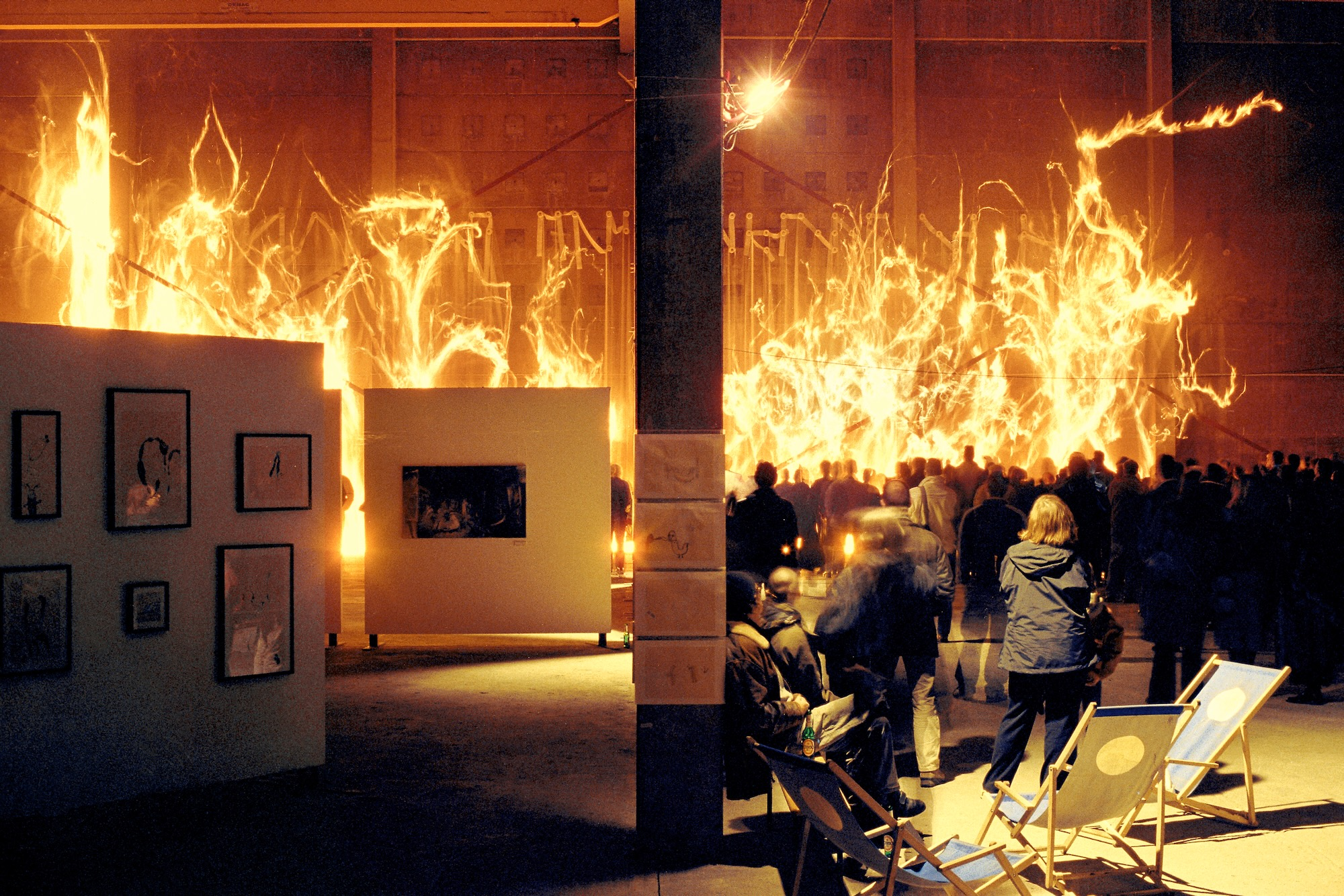
„Pyroglüphen II“ (No 180 – Toilettenpapierrollen, wandfixiert in sechs Meter Höhe als Text in Blindenschrift, abgerollt bis auf den Boden, entflammt) – Berlinische Galerie 30. November 2002

### Öffentliche Brennprozesse (Auswahl)
Aktionen und Performances von 1983–2004 (werknummeriert)
- 01. „Nötiges Blutvergießen“, Galerie Apex Göttingen 26. November 1983
- 03. „The Berliner Summernightdream“, Berliner Mauer 8., 9., 15. August 1984
- 19. „Bockschach“, Künstlerhaus Bethanien Berlin 27. November 1985
- 24. „Performance counts“, Empire State Building New York City am 14. November 1986
- 25. „Schule/Übermut/Zeppelin“, IV. Atonal Festival Berlin 12. Dezember 1986
- 30. „Reisefieber in Ägypten“, Skulpturenmuseum Glaskasten Marl 28. März 1987
- 32. „Asfaltowy waz (Asphaltschlange)“, Galeria Hybrydy Warschau am 11. Mai 1987
- 19. „Öff Öff“, FAMA Festival Swinemünde 15. Juli 1987
- 36. „Black Money“, Wallstreet, New York Stock Exchange 23. Oktober 1987
- 39. „this is an emergency/NOtFALL“, VideoFilmFest des 18. Internationalen Forums des Jungen Films Medienoperative Berlin 19. Februar 1988
- 45. „The Cave (Workout)“, Creative Time New York 15. Juli 1988
- 46. „Noch 11 Arbeitstage August - noch 95/96 Arbeitstage 1988“, Offensive Videokunst Dortmund 16. August 1988
- 47. „Ich bin schon da“, Neue Gesellschaft für Bildende Kunst (NGBK) Berlin 24. August 1988
- 48. „stop in the middle“, Schloss Morsbroich, Städtisches Museum Leverkusen 28. August 1988
- 50. „The right to yell theater in a crowded fire“, Hallwalls Contemporary Arts Center Buffalo 20. Oktober 1988
- 57. „Pentacon meets Feuer - Die Bilder unter den Bildern“, kuratiert von Christoph Tannert in der Ost-Berliner Skredzkistraße 64/DDR am 11. Juni 1989
- 67. „Wie‘s Baden im Nichts ist“, Kunsthaus Wiesbaden 12. Oktober 1990
- 69. „Etwas Warmes braucht der Mensch“, Szechenyi-Thermalbad Budapest 23. November 1990
- 73. „Feu Ile Ton“, Museum Folkwang Essen vom 29. August 1991
- 87. „dokumentales verpuffen“, documenta IX Videokunstfest Kassel 16. Juli 1992
- 95. „Cease Fire: why cities don‘t have forest fires?“, 6. Cleveland Performance Art Festival am 18. April 1993
- 99. „The Loss of Fire“, ,fotofeis‘ Scottish Festival of International Photography Edinburgh 19. Juni 1993
- 100. „feuerfrei (...die Welt geht schnell, wenn man sie sich in Flammen vorstellt: Bachelard)“, Festival steirischer herbst Graz am 15. Oktober 1993
- 106. „Westbrennen“, Martin Gropius Bau Berlin 30. September 1994
- 112. „feuerfrei - Pyromödie“, Kampnagel Theater Hamburg 14.–17. September 1995
- 113. „Das Kartoffelfeuerrestaurant I“, Siemens Stiftung und Deutsches Museum München 20. September 1995
- 115. „Anfeuerung“, Schauspielhaus Bochum vom 29. Oktober 1995
- 117. „Feuerring“, „Ich Phoenix“ Gasometer Oberhausen 21. Juni 1996
- 120. „52-69-96 / Overbridged Fire“, Cleveland Performance Art Festival 9.–18. Juli 1996
- 122. „Liberty of Firecreatures (Die Freiheit der Feuerwesen VI)“, Media-Scape 4 Museum of Contemporary Art Zagreb 5. Oktober 1996
- 128. „7.000 Bücherfeuer“, transmedia-Festival Berlin 31. Mai 1997
- 132. „Kerzengesenge - Zünfonie No.16“, Theater Baden-Baden und SWF Baden-Baden vom 21. September 1997
- 133. „Brandstiftungen“, Galerie Tammen & Busch und Willy-Brandt-Haus Berlin 31. Oktober 1997
- 138. „dietheaterbrandstiftung“, dietheater Künstlerhaus Wien 10. Oktober 1998
- 142. „hall of flame - Pottsblizzpurgatorium“, Theaterfestival Ruhr, Gießbühne der Stranggießanlage im ehemaligen Krupp-Hüttenwerk Duisburg Rheinhausen 17.–18. April 1999
- 143. „Ruhrknall Zünfonie No. 17“, Internationale Bauausstellung Emscher Park, Route der Industriekultur Zeche Zollverein Essen vom 29. Mai 1999
- 145. „Faustfeuerwaffen“, ARD TV-Livesendung und Nationaltheater Weimar am 27. August 1999
- 153. „fireselfmusicianized - the Jimi Hendrix tribute pyrophony No. 18“, Center on Contemporary Art Seattle 7. Oktober 2000
- 155. „Funkstille Can Internet burn?“, Internationaler Feuerkongreß Kunst- und Ausstellungshalle der Bundesrepublik Deutschland Bonn 28. Oktober 2000
- 163. „Feuerberge - Bücherberge“, Festival Feuerberge, Universität Innsbruck und Französisches Kulturinstitut Innsbruck 22. Juni 2001 Einladung: „beTRIEBsausFLUG“ (No. 170), Eröffnung Theaterfestival Ruhr,[76]Hochofenwerk Phoenix West, Dortmund-Hörde 19. April 2002 – Karawahn beendete danach das Arbeiten mit Grossinzenierungen konstatierend: "Mehr Geld ist nicht gleich mehr Poesie."

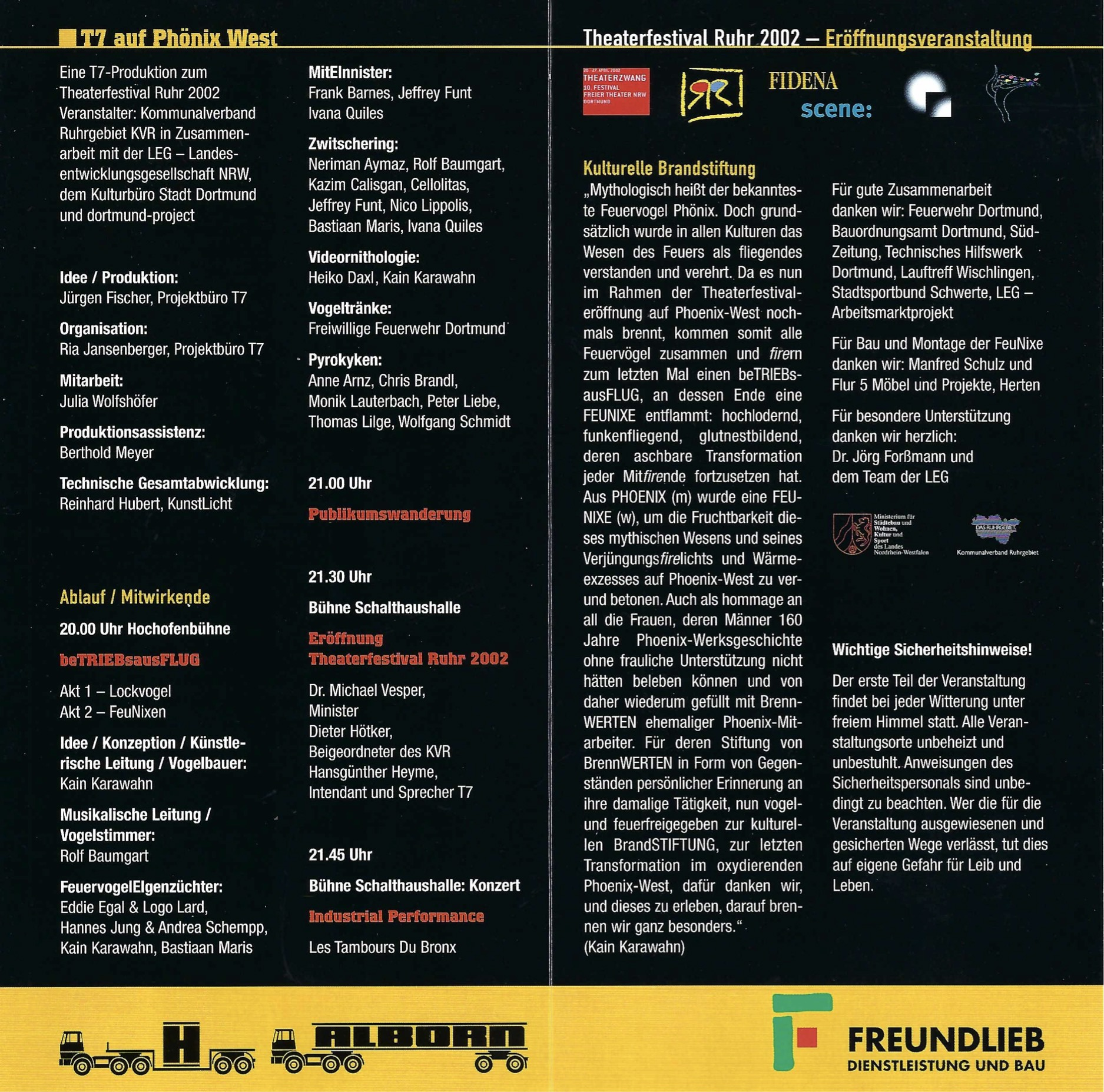
Einladung: „beTRIEBsausFLUG“ (No. 170), Eröffnung Theaterfestival Ruhr,Hochofenwerk Phoenix West, Dortmund-Hörde 19. April 2002 – Karawahn beendete danach das Arbeiten mit Grossinzenierungen konstatierend: "Mehr Geld ist nicht gleich mehr Poesie."

- 165. „ins feuer hören“, Festival Neue Musik Rümlingen 18. August 2001
- 166. „BergzünFonie“, Kulturfeuerreihe des Kommunalverbandes Hannover 25. August 2001
- 170. „beTRIEBsausFLUG“, Theaterfestival Ruhr, Hochofen im Stahlwerk Phoenix West Dortmund-Hörde 19. April 2002
- 175. „Pyroglyphs (handwritten)“, Robodock Festival Amsterdam 19. September – 21. September 2002
- 180. „Pyroglüphen II“, Berlinische Galerie Berlin 30. November 2002
- 186. „Wie schön brennt ein Rockkonzert?“, Musikfestival über die Welt, Kunsthalle Faust Hannover 23. Januar 2003
- 216. „parkzünderzündrom“, Theaterbiennale Neue Stücke aus Europa, Staatstheater Wiesbaden 19.–20. Juni 2004
- „Öffentliche Entzündungen aus dem Elementarverzeichnis der Urbanalität“, Bundeskongress der Bundesvereinigung Soziokultureller Zentren Nürnberg, 2004
- „vulkanFESTakt“, Kunst- und Ausstellungshalle der Bundesrepublik Deutschland Bonn 20. April 2008
- „Mein Recht auf Feuer“, 2. SOS Kinderkonferenz Berlin 20.–22. Juni 2012
- „Ist ein Brennpunkt ein Punkt der brennt? “Deutsche Messe Hannover 21. April 2008
- „ParkZünderZündrom“, Landeshauptstadt Hannover/Kulturelle Kinder- und Jugendbildung, Herrenhäuser Gärten 2. Juli 2019
- „Eine kleine "Brannt-Tournee": KARTOFFELfeuerRESTAURATION“, Stadtteilzentren Hannover 9. / 15. / 17. / 22. Februar, 1. März 2023 und Stadtteilzentrum Steglitz Berlin 3. November / 8. Dezember 2023
- „lichtenbergleuchten I“, Kulturamt Göttingen 27. Februar 2025

### Ausstellungen

#### Einzelausstellungen (Auswahl)
- „Jamaica & Porträtfotografie“, Georg-August-Universität, Göttingen 1982
- „ZUCHT tut NOT“, Junges Theater, Göttingen 1983
- „Überdosis Uni!“, Galerie Apex, Göttingen 1983
- „o.T.“, Lintas, Hamburg 1985
- „Pyromanien“, Galerie Apex, Göttingen 1985
- „Brandneu (3 Jahre Feuer)“, Galerie Paranorm, Berlin 1985
- „Brandschaetze“, Cafe/Galerie Mora, Berlin, 1987
- „Pyromanien“, Galeria Hybrydy, Warschau, 1987
- „Pyromanien“, Helio Galleries, New York, 1987
- „Fotografie ins Feuer“, Forum für aktuelle Fotografie, Berlin 1988
- „Feuer im kleinen Rittersaal“, Universitätsmuseum Marburg 1988
- „…bin ich das was da brennt?“, Kunstverein Salzgitter 1992
- „Neben dem Brand/Auf dem Brand“, Kunstverein Prima Kunst, Kiel 1992
- „Feuerporträts“, ,fotofeis‘ Scottish Int. Festival of Photography, Aberdeen 1993
- „Feuerräume“, Altes Rathaus, Göttingen 1993
- „Naked Lights“, Galerie tammen & busch, Berlin 1994
- „Entzündungen“, studio bildende kunst, Treptow 1995
- „Feuer“, Städtisches Museum, Schleswig 1995
- „Feuer unter den Feuern“, Feuerwehrmuseum Schleswig-Holstein, Norderstedt 1995
- „Tafeln im Zentrum der Herdplattentektonik“, Zagreus Projekt, Berlin 2006
- „brandNEUKÖLLN: Schüler, Feuer & Kunst“, Fritz-Karsen-Schule und Feuerwache Neukölln Berlin 2008
- „BRANDKLASSE III“ Mitte Museum Berlin 2009
- „Kind und Feuer“, Senatsverwaltung für Bildung, Jugend und Wissenschaft Berlin 2016
- „brennWERTE [Brandklasse 5]“, Kunsthalle Faust Hannover 2018
- „brennWERTE - Feuer Kinder Schüler Studenten Senioren Kunst“, Altes Rathaus Göttingen 2025

#### Gruppenausstellungen (Auswahl)
- „Künstler + Frieden“, Ballhof Galerie, Hannover 1983
- „X-MAS“, Photogalerie The Compagnie, Hamburg 1984
- „Ästhetik und Gewalt“, Galerie Zyndikat, Berlin 1985
- „Deutsche Video-Kunst 1984-86“, Ausstellungstournee 1986
- „Die Säule …“, Galerie Silvia Menzel, Berlin 1987
- „Sequenzen, Serien usw.“, Museum für Photographie, Braunschweig 1987
- „Internationale Junge Videokunst“, Delta Galerie, Düsseldorf 1987
- „Deutsche Video-Kunst 1986-88“, Ausstellungstournee 1988
- Gracie Mansion Gallery, New York 1988
- „Art on the Beach“, Creative Time Inc., New York 1988
- „Kunststück Farbe“, Neue Gesellschaft für Bildende Kunst, Berlin 1988
- „Deutsche Video-Kunst 1988-90“, Ausstellungstournee 1990
- „The Wall“, Foster Goldstrom Gallery, New York 1990
- „City Focus“, Collins Gallery, Glasgow 1990
- „City Focus“, City Art Gallery, Leeds 1990
- „Käthe Be in der Fotografie“, Galerie Voller Ernst, Berlin 1990
- „Interferenzen (Kunst aus Westberlin 1960-90)“, Riga 1991
- „Siegespforte Brandenburger Tor“, Berlin Museum 1991
- „Brandspuren“, Museum Folkwang, Essen 1991
- „prodomo design hospital“, prodomo, Wien 1991
- „Deutsche Video-Kunst 1990-92“, Ausstellungstournee 1992
- „Lichtenberg connection“, Ausstellungstournee 1992
- „Grazer Combustion“, Schloßbergstollen Steirischer Herbst, Graz 1993
- „Fallwallfall“, Werkbund Archiv, Berlin 1994
- „Wieviel Wärme braucht der Mensch?“, Deutsches Museum München, Deutsches Hygienemuseum Dresden 1995
- „Deutsche Video-Kunst 1994-96“, Ausstellungstournee 1996
- „Ich Phoenix“, Gasometer, Oberhausen 1996
- „Media Scape 4“, Museum für Zeitgenössische Kunst, Zagreb 1996
- „Wa(h)re Kunst“, Offenes Kulturhaus, Linz 1996
- „Deutschlandbilder“, Martin-Gropius-Bau, Berlin 1997
- „Achtung Kunst“, Willy-Brandt-Haus, Berlin 1997
- „Zeitriß“, Johnson & Johnson Fine Arts, Berlin 1997
- „Encontros da Imagem“ Int. Festival der Fotografie, Braga 1998
- Papier Biennale „Fire and Paper“, Museum Rijswijk 1998
- „Deutsche Video-Kunst 1996-98“, Ausstellungstournee 1998
- „Löschkalkbrand + Mörtelbrennen“ (30-Minuten-Ausstellung mit Ulla Walter), Kulturbrauerei, Berlin 1998
- „600 FEURO“ (30-Minuten-Ausstellung mit Ulla Walter), Galerie M, Bezirksamt Marzahn von Berlin 1999
- „Feurionale“ (30-Minuten-Ausstellung mit Ulla Walter), Volksbank Berlin 1999
- Juliette’s Literatursalon 2002
- „Feuer“, Wasserspeicher Berlin Prenzlauer Berg, Förderband e. V. Kulturinitiative Berlin 2002
- „Brandung“, Kunsthalle Faust Hannover 2004
- „unTILL forever!“, Bomann Museum Celle 2007
- „FallMauerFall 61-89-09 - Grenzüberschreitung und Grenzerfahrung im Spiegel der Kunst“, Stiftung Stadtmuseum Berlin 2010
- „Spannungsfelder - 30 Jahre Kunst aus Ost- und West-Berlin“, ver.di-Haus Berlin 2010
- „Ich bin Punk – Selbstermächtigungen in den 1980er Jahren“, Haus der Universität Düsseldorf 2016
- „LADY HAMILTON - Eros & Attitüde / Schönheitskult und Antikenrezeption in der Goethezeit“, Schloss Wörlitz 2016
- „Berlinzulage – West-Berlin / Kunst / 1980er Jahre“, Künstlerhaus Bethanien 2018
- „Videokunst aus NRW-Sammlungen“, Stiftung IMAI, Haus der Universität Düsseldorf, Kunstmuseum Bonn, Ludwig Forum für Internationale Kunst Aachen, Museum Folkwang 2019
- „Anything Goes? Berliner Architekturen der 1980er Jahre“, Berlinische Galerie 2021
- „Zagreus 2000 – 2020“, Zagreus Projekt, Galerie für Kochen und Kunst Berlin 2021
- „Fringe of the Fringe“, NRW-Forum Düsseldorf, Institut für Medien- und Kulturwissenschaft der Heinrich-Heine-Universität Düsseldorf, Stiftung IMAI 2021
- „Goldmarie und Fürstenkrone - Die Kartoffel in der Gegenwartskunst“, Museum Brot und Kunst, Ulm 2022
- „Aus dem Archiv - Videos aus 50 Jahren Künstlerhaus Bethanien“ 2024
- „RE:VISION – 20 Jahre Kunstverein Tiergarten“, Galerie Nord | Kunstverein Tiergarten 2024

### Videoarbeiten (Auswahl)
- 1985: „The Berliner Summernightdream“
- 1986: „Bericht aus die Sand“ (Original Super 8 Film)
- 1988: „this is an emergency/NOtFALL“
- 1988: „Das Videorakel“
- 1991: „Wundbrand“ (Sound: Blixa Bargeld)
- 1991: „1:1“
- 1992: „dokumentales verpuffen“
- 1993: „Pyrokalypse süß“
- 1994: „Magischer Schnittplatz“
- 1996: „Wie das Baden im Nichts ist“ (Sound: Blixa Bargeld)
- 1998: „FeurioFonie/Zünfonie No. 15“
- 1998: „Kerzengesenge/Zünfonie No. 16“
- 2000: „Kommissar Kerze“
- 2013: „Das Video zum Lied das es nicht gibt“
- 2016: „Vulkanon - Stimmen im Chor der Schallplattentektonik“
- 2016: „gesang der unflüchtlinge im feuerofen“
- 2016: „INgRId BERGman(n) - Opfertanz auf dem Vulkan - lasciatemi morire“
- 2018: „Boccanto / vocal on = volcano“
- 2022: „eolianovulcanissimo“

### Videopräsentationen (Auswahl 1985–1996)
1985
- Galerie am Chamissoplatz
- Galerie Zyndikat, Berlin

1986
- Cafe Swing, Berlin
- 6. Internationaler Experimentalfilmworkshop, Osnabrück
- Institute of Contemporary Arts, London
- Zakk, Düsseldorf
- 707, Frankfurt

1987
- Kunstamt Neukölln, Berlin
- Point `87, Paris
- Galeria Hybrydy, Warschau
- Frölunda Festival, Göteborg
- Space-Night-Show, Hochschule der Künste, Berlin
- 2B Gas Station, New York City
- The Kitchen, New York City

1988
- VideoFilmFest des 18. Internationalen Forums des Jungen Films, Berlin
- Neuer Berliner Kunstverein, Berlin
- Goethe Institut, Montreal
- II. International Video Art Clip Festival, Lodz
- VVK Galerie, Hannover
- Hochschule für Bildende Künste, Braunschweig
- European Media Art Festival, Osnabrück
- Filmfestival Arsenal, Riga
- Hallwalls Contemporary Arts Center, Buffalo
- Video Biennale, Medellin

1989
- VideoFilmFest des 19. Internationalen Forums des Jungen Films, Berlin
- Filmhaus Lichtwerk, Bielefeld
- Welt-Sprache Aktion, Skredzkistraße 64, Ostberlin
- Festival of Plagiarism, Glasgow
- International Festival, Odense
- 10. Internationale Film- und Videotage Luzern
- Interfilm 7, Berlin
- VideoDromeWoche, Luzern
- 6. Dokumentarfilmfest, Kassel

1990
- Foster Goldstrom Gallery, New York City
- 1. Internationale VIDEO-TAGE, Istanbul
- Kunsthaus, Nürnberg
- Kunsthalle, Bielefeld
- Festival Aarhus
- Videokunstwoche, Leipzig
- Europäisches Medienkunst Festival, Osnabrück
- Festival International du Jeune Cinema, Quebec
- 4. Videonale, Bonn
- 5. Niedersächsische VIDEOtage, Salzgitter
- Seminar „Mensch + Technik“, HB, Archik CIEJ, Barcelona
- KOB 8, Boston
- Medienfest, Tübingen
- Electric Cinema, München
- Filmforum, Duisburg
- Blue Box, Bremen
- Collins Gallery, Glasgow
- Stadtkino, Mainz
- 33. Internationale Leipziger Filmwoche
- Kunsthaus, Wiesbaden
- City Arts Gallery, Leeds
- International Film Forum, Riga
- Stadtgartenkino, Köln
- Berlin-Berlin, Malaga
- ARCO, Madrid

1991
- Moderna Museet, Stockholm
- Zentrum für zeitgenössische Kunst, Warschau
- Internationales Videofestival, Izmir
- Videoprogramm, Budapest
- Interferenzen, Riga
- 7. No Budget Festival, Hamburg
- 5. Deutscher Kommunikationstag, ICC, Berlin
- ars electronica, Linz
- Filmhaus, Bielefeld
- Trekanten, Kopenhagen

1992
- 5. VideoFest, Akademie der Künste, Berlin
- Filmfestival, Dublin
- 4. Internationales Filmfestival, Izmir
- 38. Internationale Kurzfilmtage, Oberhausen
- Prima Kunst, Kiel
- Fachhochschule, Kiel
- Image Forum, Tokio
- Documenta-Open-Air-Videokunstfest, Kassel
- EXPO, Sevilla
- Deutscher‹ Pavillion, Sevilla
- PEC, Annecy
- VideoFest-Tour, Rom, Bahia, Turin, Straßburg, Caracas

1993
- Mediale, Kunsthalle Hamburg
- Gallery Spaces, Cleveland
- studio bildende kunst, Berlin
- Peacock Printmakers, Aberdeen
- Bonn Bons 5, Medienwerkstatt, Wien
- Films for Art, Essen
- Goethe Institut, Lille

1994
- Festival Internacional de Video, Vigo
- Institute of Contemporary Arts, London
- Neue Gesellschaft für Bildende Kunst, Berlin
- Kunstraum, Heidelberg
- Nachtvideo, Volksbühne, Berlin
- 6. Videonale, Bonn
- Goethe Institut, Buenos Aires
- Goethe Institut, Sydney
- 8. Video-forum, Freiburg
- Goethe Institut, Melbourne
- Neuer Berliner Kunstverein, Berlin
- Neue Deutsche Videokunst, Moskau, St. Petersburg,Jaroslawl

1995
- Goethe Institut, Wellington
- Städtisches Museum, Schleswig
- Feuerwehrmuseum Schleswig Holstein, Norderstedt
- The 6th Fukui International Video Biennale, Tokyo
- Deutsches Museum, München
- Kunsthochschule für Medien, Köln
- Fachhochschule für Kunst & Design, Hannover
- Neuer Berliner Kunstverein
- International Audio Visual Experimental Festival, Arnheim
- Pandemonium, London
- Video Art Plastique, Normandie

1996
- Neuer Berliner Kunstverein
- Museo Nacional, Centro de Arte, Reina Sofia/Spanien
- 42. Internationale Kurzfilmtage, Oberhausen
- Goethe Institut, Hongkong
- Kunsthalle Budapest
- Österreichisches Landesmuseum, Linz
- Eight Floor Inc, New York
- Cleveland Performance Art Festival
- 7. Videonale, Bonn
- Europäisches Medienkunstfestival, Osnabrück
- Viper, Luzern
- Video and Filmfestival, Split
- experimental `96, Zürich

### Auszeichnungen/Stipendien (Auswahl)
- 1987: 1. Preis (Performance), FAMA Festival Swinemünde
- 1988: Arbeitsstipendium Creative Time New York/USA
- 1989: 1. Preis der 4. Niedersächsischen Videotage
- 1991: Sonderpreis 4. Marler Video-Kunst-Preis, Videoarbeitsstipendium Museum Folkwang
- 1996: Sonderpreis 7. Marler Video-Kunst-Preis, Videoarbeitsstipendium,Museum Folkwang
- 2008: 1. Preis Bildende Kunst, Wettbewerb Kinder zum Olymp!, Schulklasse 1–4, Kulturstiftung der Länder, Deutsche Bank Stiftung, Schirmherrschaft Bundespräsident[69]
- 2010: 1. Preis Film und Neue Medien, Wettbewerb Kinder zum Olymp!, Schulklasse 10–13, Kulturstiftung der Länder, Deutsche Bank Stiftung, Schirmherrschaft Bundespräsident[70]
- 2010: Sonderpreis „Dialog der Generationen“ Bundesfestival Video, Filmakademie Baden-Württemberg[67]
- 2012: 2. Platz und Publikumspreis für das Weiterbildungsmodell Lehrkompetenz Feuer im Wettbewerb Weiterbildungspreis 2012[123]

### Sammlungen (Auswahl)
- Museum Folkwang[127]
- Berlinische Galerie, Landesmuseum für Moderne Kunst, Fotografie und Architektur[23]
- Stiftung Haus der Geschichte der Bundesrepublik Deutschland Bonn[2]
- Neuer Berliner Kunstverein[128]
- Kunstsammlung Willy-Brandt-Haus Berlin
- Zentrum für Kunst und Medien Karlsruhe[129]
- Deutscher Künstlerbund Berlin[130]
- Museum Rijswijk
- Institut für Auslandsbeziehungen
- Mauermuseum Haus am Checkpoint Charlie
- Associazione Italiana Amici Cinema d'Essai (A.I.A.C.E.)[131]
- Encontros Da Imagem, Int. Festival der Fotografie Braga[24]
- mediaartbase (documenta Archiv, European Media Art Festival, Zentrum für Kunst und Medien in Karlsruhe, Kasseler Dokumentarfilm- und Videofest)

## Veröffentlichungen (Auswahl)
- Kain Karawahn: Überdosis Uni! Fotografie Verlag, Göttingen1983, ISBN 978-3-921907-05-4
- Kain Karawahn: Wie mache ich Kunst ohne mir die Finger zu verbrennen oder wie betrüge ich meine Feuerversicherung ohne Kunst zu machen? Arkana Verlag, Göttingen 1991, ISBN 978-3-923257-17-1
- Kain Karawahn, Galerie Tammen & Busch: Naked Lights, Berlin 1994
- Blixa Bargeld, Kain Karawahn und Yoko Tawada: 233 °Celsius – Ein Feuerbuch. Konkursbuch Verlag, Tübingen 1999, ISBN 978-3-88769-133-2
- Kain Karawahn: Am Anfang brannte Theater ... In: Theaterperipherien, Hartmut Fischer (Hrsg.) Konkursbuchverlag Tübingen 2001, ISBN 978-3-88769-235-3
- Kain Karawahn: Sind Sie denn verrückt geworden? Erkenntnisse über öffentliche Entzündungen im urbanalisierten Raum. In: Feuer, Schriftenreihe Forum der Kunst- und Ausstellungshalle der Bundesrepublik Deutschland (Hrsg.), Wienand Verlag Köln 2001, ISBN 978-3-87909-751-7
- Kain Karawahn: Pyroporno – Betrachtungen über Feuer und Sexualität. Konkursbuch Verlag, Tübingen 2002, ISBN 978-3-88769-196-7
- Kain Karawahn: Von Prometheus zu Promethäusch – Entlarvung einer Feuermarionette. In: Brandschutz – Deutsche Feuerwehr-Zeitung 2/2002, ISSN 0006-9094
- Kain Karawahn: Autobrennsport – Vom Urknall zur Autobombe. In: Auto, Gerburg Treusch-Dieter u. a. (Hrsg.), Konkursbuchverlag Tübingen 2004, ISBN 978-3-88769-242-1
- Gundel Mattenklott und Kain Karawahn: Feuer und Flamme – Ein Bildungsthema, Themenschwerpunkt der Zeitschrift PÄD Forum: Unterrichten und Erziehen 4/2008
- Kain Karawahn; Unfallkasse Berlin und Aktion Das Sichere Haus (Hrsg.): Faszination Feuer! Kinder lernen den verantwortungsvollen Umgang mit Feuer. Hamburg 2009
- Kain Karawahn; Fritz-Karsen-Schule Berlin: Feuerzeugen – Ein interdisziplinäres Generationen-, Schule-, Geschichte- und Kunstprojekt. Berlin 2009
- Kain Karawahn: Pädagogik – Feuer – Kunst: Als Künstler in der Schule. In: Kulturstiftung der Länder/Kulturstiftung des Bundes (Hrsg.). KINDER ZUM OLYMP! – Konkret! Kooperationen für kulturelle Bildung, Berlin 2009
- Sibylle Anderl, Kain Karawahn: Die Feuersalamanderin oder Wie das Feuer zu unseren Eltern kam. Edition Feuerkinderbuch, Berlin 2011, ISBN 978-3-00-078842-0
- Feuer in der KiTa? Betrachtungen zum (Miss-)Verständnis der Begegnung Kind und Feuer in frühkindlicher Pädagogik Niedersächsisches Institut für frühkindliche Bildung und Entwicklung e.V., 1. November 2013
- Carola Göllner, Kain Karawahn: Strombolina. Edition Feuerkinderbuch, Berlin 2014
- Sandro Brandl: Kraterkunst. Zur theatralen Dimension der Vulkanprojekte von Kain Karawahn und James Turrell. GRIN Verlag, München 2014, ISBN 978-3-656-59617-2
- Kain Karawahn, Kita Arche Berlin: Feuerabenteuer – Kinder machen, vermitteln, gestalten und verschenken Feuer. (Projektdokumentation) Berlin 2017
- Kain Karawahn, Kita Arche Berlin: Feuerabenteuer – Kinder machen, vermitteln, gestalten und verschenken Feuer. (Kinderbuch) Berlin 2017
- Kain Karawahn: Kita-Kerzen-Unfallmuster 1999, 2014, 2018 - Weiter so oder Bildungsarbeit Feuer? Schadenprisma (Zeitschrift für Schadenverhütung und Schadenforschung der öffentlichen Versicherer) – Ausgabe 4/2020
- Kain Karawahn: brenn  W E I T E N – Ein Feuerbuch – Eine gebilderte Erzählung vom Urknall bis zum Burn out und darüber hinaus. Göttinger Verlag der Kunst, Göttingen 2023, ISBN 978-3-945869-15-4

## Interview/Gespräch
- Gespräch mit Dieter Richter - VolcanismInTheArts 22. September 2005
- Gespräch mit Roman Signer - VolcanismInTheArts 28. September 2007
- Pyromania Doesn't Exist – Interview von Elvia Wilk mit Kain Karawahn – transmediale journal 3. Juli 2017
- Halte mich mit Feuer über Wasser – Interview von Waltraut Schwab mit Kain Karawahn taz vom 30. Dezember 23
- Mit Kain Karawahn über die Leidenschaft, ein Feuer zu entfachen Faktor Magazin April/2025 - Podcast onfire #38